# Ziggurat
Sauf précision contraire, les dates de cet article sont sous-entendues « avant l'ère commune », c'est-à-dire « avant Jésus-Christ ».
Pour les articles homonymes, voir Ziggurat (homonymie).
Une ziggurat ou ziggourat est un édifice religieux mésopotamien à degrés, présent aussi en Élam, constitué d'un empilement de plusieurs terrasses hautes supportant probablement un temple construit à son sommet. Il s'agit d'un type de monument caractéristique de la civilisation mésopotamienne, dont le souvenir et les ruines ont survécu bien après sa disparition grâce au récit biblique de la tour de Babel, inspiré par la ziggurat de Babylone.

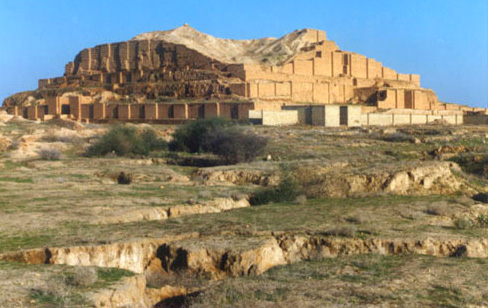
La ziggurat de Chogha Zanbil, située à 40 km au sud-est de Suse (Iran), la mieux conservée de nos jours.

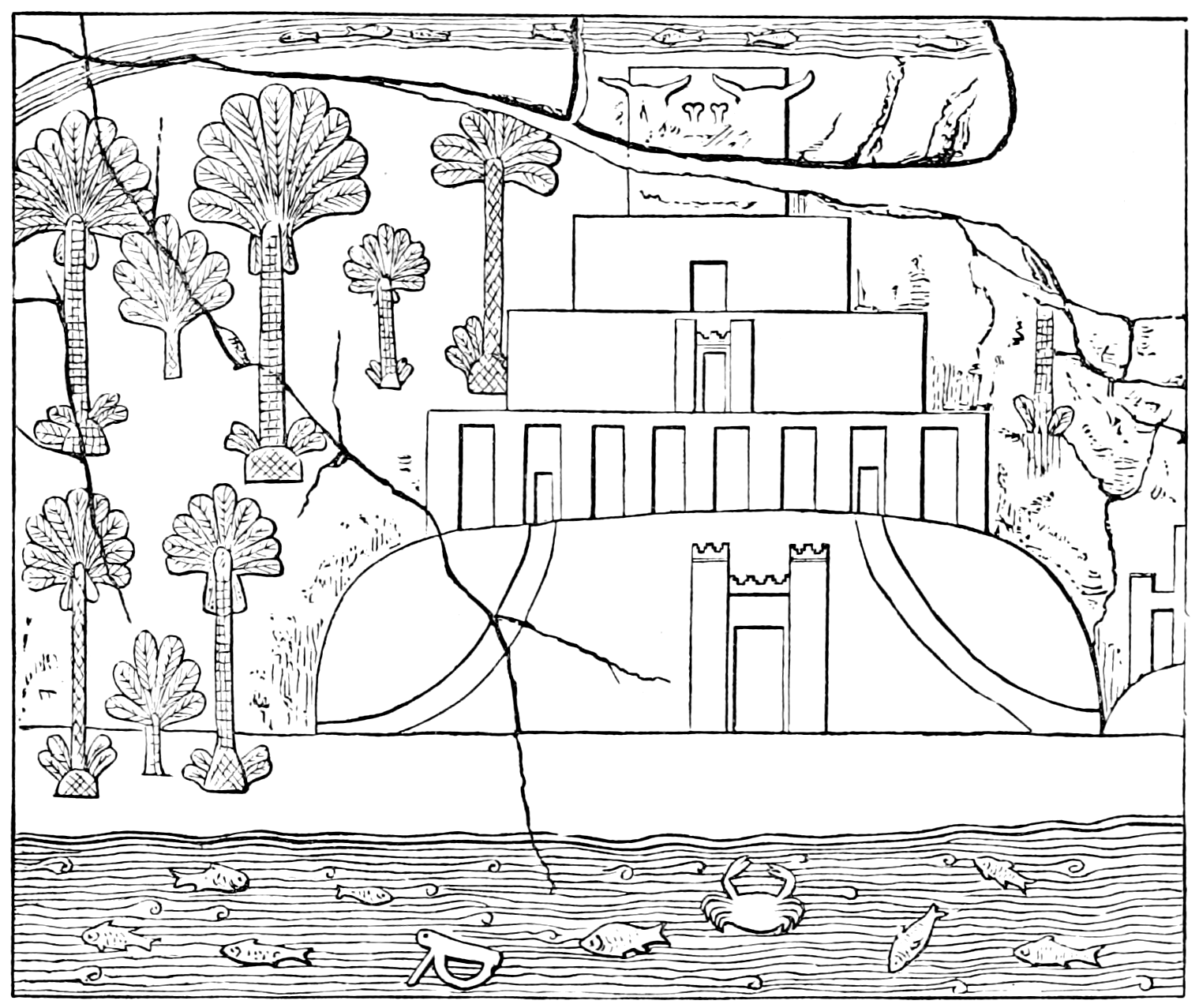
Copie d'un bas-relief assyrien de Ninive représentant une ziggurat. G. Smith, The Chaldean Account of Genesis (1876).

Depuis la mise au jour des grandes capitales mésopotamiennes, plusieurs de ces bâtiments ont pu être analysés, même s'il n'en reste plus d'intacts, beaucoup étant très délabrés et se présentant sous l'aspect de collines (tell), tandis que d'autres ont complètement disparu. La civilisation mésopotamienne en a également laissé peu de descriptions, que ce soient des textes ou des images. Certaines ziggurats (avant tout celle de Babylone) sont mentionnées par des auteurs grecs (Hérodote et Ctésias). Si leur aspect général est maintenant assez bien connu, il existe toujours des points d'ombre quant à leur signification et à leur fonction en l'absence de texte explicite à ce sujet.

## Terminologie
Le terme vient de l'akkadien ziqqurratu(m) (féminin, parfois abrégé en ziqratu, en Assyrie siqurratu ou sequrattu), dérivé du verbe zaqāru « élever ; construire en hauteur ». On peut donc le traduire par « la très haute ». Il est attesté à partir du règne de Samsi-Addu d'Ekallatum, vers 1800 av. J.-C. (dans l'inscription commémorant la construction de la ziggurat d'Ishtar de Ninive). À sa suite, ce mot apparaît surtout dans les textes assyriens (sous sa forme phonétique). Son équivalent en sumérien et en idéogrammes est U6.NIR, et c'est sous cette forme que ces bâtiments sont généralement désignés dans les textes provenant de Babylonie, avant que ziqquratu ne se répande dans cette région, sans doute sous l'influence assyrienne. On trouve aussi en lien avec ce type d'édifices le mot sumérien GI.GÙ.NA (ou GI.GUNU4), repris par la suite en akkadien gigun(n)u et en élamite kukunnu. Ils sont employés dès le IIIe millénaire av. J.-C. mais le type d'édifices qu'ils désignent à ces périodes est débattu. Ce n'est qu'à partir du XVIIIe siècle av. J.-C. qu'ils servent assurément à désigner des ziggurats. De ce fait, même si les archéologues et historiens ont pris l'habitude de parler de « ziggurats » dès la période de la troisième dynastie d'Ur (XXIe siècle av. J.-C.) voire avant, au regard de la documentation textuelle mésopotamienne il s'agit d'un anachronisme car ce terme n'est pas attesté pour ces périodes.

## Développement et localisation des ziggurats

### Des temples sur terrasse aux ziggurats: la question des origines
Historiquement et du point de vue architectural, on voit couramment dans les ziggurats les héritières des édifices cultuels qui sont bâtis sur des terrasses en Basse Mésopotamie. Cette filiation a longtemps reçu des critiques, mais elle paraît aujourd'hui admise. Cependant les limites entre les édifices qualifiés de ziggurats et ceux les ayant précédés ne sont pas fixées de la même manière selon les spécialistes.

Plan de la « ziggurat d'Anu », temple sur terrasse d'Uruk dans les derniers siècles du IVe millénaire.

Ces édifices apparaissent dans le courant du Ve millénaire av. J.-C., constitués par l'élévation et l'élargissement de terrasses hautes en briques, supportant des constructions monumentales identifiées comme des temples, de plan tripartite caractéristique de cette période, qui concentraient sans doute les rituels principaux du culte divin ; ils sont attestés dans tout l'espace mésopotamien, et aussi en Susiane. Le plus ancien exemple de bâtiment érigé sur une terrasse pouvant être interprété comme un temple est attesté à Eridu durant la période d'Obeïd, vers 5000. Il s'agit de quatre constructions successives (niveaux IX à VI) de taille croissante au cours du temps et de plan tripartite, ordinaire à cette époque, mais situées sur une plateforme haute de plus d'un mètre. Ce type de bâti sur terrasse basse est courant dans la Mésopotamie protohistorique (notamment dans les édifices d'Uruk IV et III, seconde moitié du IVe millénaire, durant la période d'Uruk récente et la période de Djemdet-Nasr), contexte dans lequel certaines constructions se distinguent par le fait qu'elles sont implantées sur une terrasse de plus en plus haute (en gros plus de deux mètres). C'est le cas de l'édifice d'Uruk appelé « ziggurat d'Anu » par les fouilleurs du site, une haute terrasse supportant un temple remarquablement conservé (le « Temple blanc »), déjà précédé par des édifices semblables datant de la période d'Obeïd. Le temple sur terrasse haute le mieux conservé a été exhumé à Tell Uqair, en Basse Mésopotamie. Il date de la fin de la période d'Uruk et de la période de Djemdet Nasr (fin du IVe millénaire). Il est constitué de deux terrasses superposées, la première avec une façade curviligne tandis que la seconde est rectangulaire, sur lesquelles est bâti un édifice interprété comme étant un temple, encore en partie conservé.
Au IIIe millénaire (période des dynasties archaïques), un temple sur terrasse est apparemment bâti dans le second quartier sacré d'Uruk, l'Eanna, mais ses ruines sont recouvertes par la ziggurat postérieure donc mal connues. Un autre édifice similaire de la même période est le « Temple ovale » de Khafadje, dans la vallée de la Diyala, dont il ne reste que la terrasse rectangulaire décorée de pilastres de 25 × 30 mètres, encore haute de 4 mètres, disposant d'un escalier perpendiculaire menant au temple qui se trouvait à son sommet et qui a aujourd'hui complètement disparu. Cet édifice tire son nom des deux enceintes ovales qui l'isolent du reste de la ville. Une autre terrasse devant supporter un temple, dont les fondations ont disparu, a été mise au jour dans le Sud à Tell Obeid. D'autres temples sur terrasse de la même époque sont attestés en Haute Mésopotamie et en Syrie, notamment à Tell Brak, Tell Mozan et peut-être à Mari.
Certains sites du plateau iranien du IIIe millénaire présentent des constructions monumentales comprenant plusieurs terrasses superposées : à Tureng Tepe, Tepe Sialk, Konar Sandal en Iran et jusqu'à Mundigak en Afghanistan et Altyn-depe au Turkménistan. Bien qu'ils soient parfois encore appelés « ziggurats » par leurs fouilleurs, rien ne prouve que ces édifices aient un lien avec les temples sur terrasse mésopotamiens, dont ils divergent par bien des aspects. Les liens entre les deux types de constructions restent de toute manière peu étudiés, notamment parce que les terrasses iraniennes sont encore mal connues.

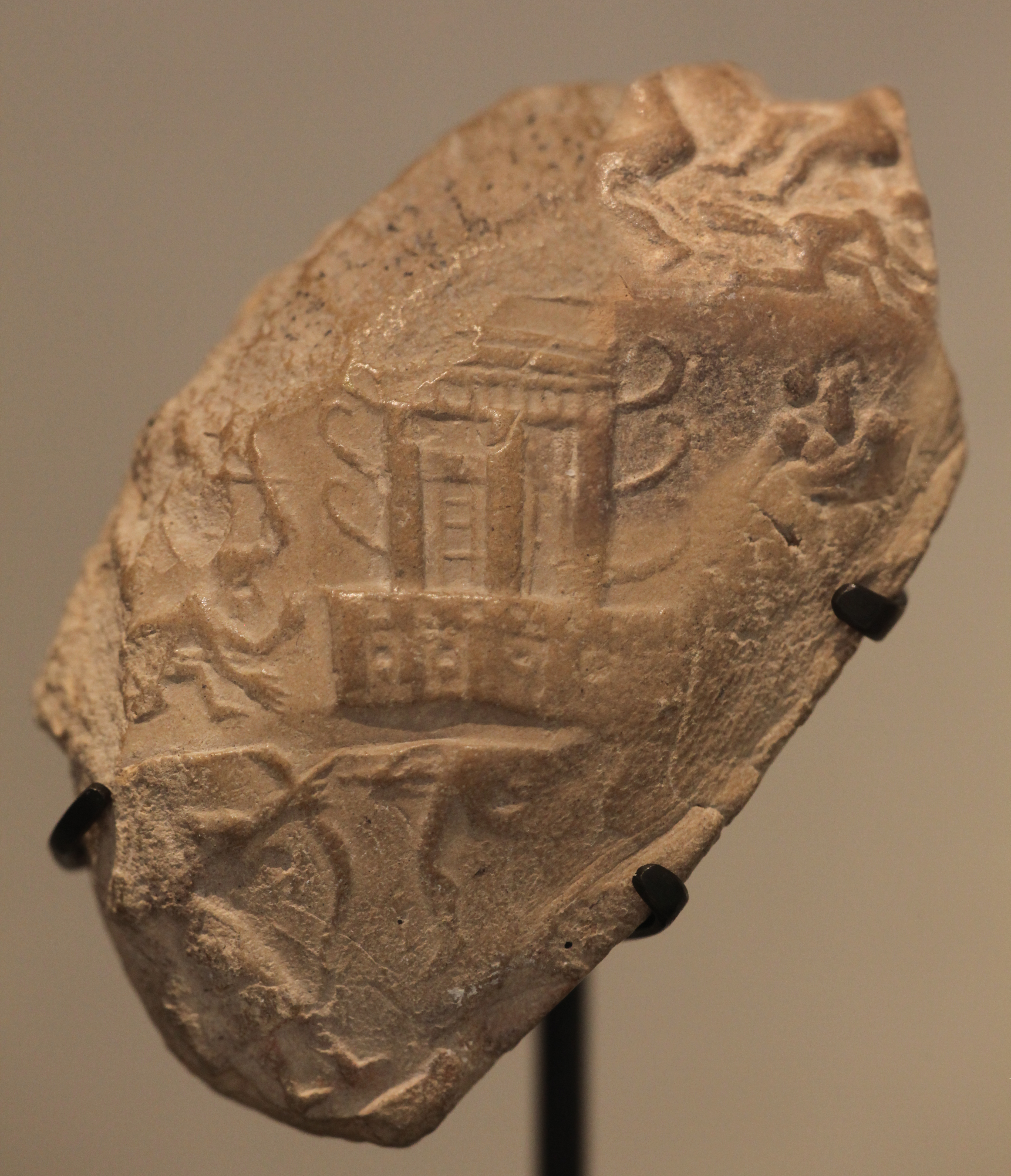
Empreinte de sceau-cylindre de Suse, période d'Uruk : temple sur terrasse orné de cornes, et homme combattant des ennemis. Musée du Louvre.

Quand apparaissent les premiers édifices pouvant être qualifiés de ziggurats ? Du point de vue de la terminologie, le terme ziqqurratu(m) n'apparaît qu'au début du IIe millénaire, après la construction des premiers bâtiments de ce type. Les textes antérieurs à Ur III de plusieurs rois de Lagash, notamment Gudea, évoquent des constructions désignées par le terme sumérien GI.GÙ.NA (ou GI.GUNU4), qu'il faut peut-être identifier comme des temples sur terrasse, et plus précisément le temple construit sur la terrasse puisque ce terme est repris par la suite sous une forme akkadisée gigunû pour désigner le temple qui surplombe la ziggurat. Ce terme désignait peut-être à l'origine des sanctuaires en roseau (signification du terme GI) érigés sur des terrasses,,. Des constructions ressemblant à des ziggurats (i. e. des constructions à plusieurs étages) apparaissent sur des sceaux-cylindres dès la fin de la période d'Uruk et à l'époque des Dynasties archaïques ainsi qu'à la période d'Akkad, mais rien ne confirme qu'il s'agisse bien de temples sur terrasse car il pourrait s'agir d'autels à degré ou d'autres constructions cultuelles.
Suivant la typologie héritée de Lenzen, il est d'usage de distinguer les édifices construits sur une seule terrasse et ceux érigés sur plusieurs étages, qui seraient des ziggurats à proprement parler. A. Parrot semble lui aussi retenir le nombre de terrasses : dès qu'il y en a trois il s'agirait bien d'une ziggurat, ce qui ferait de celles de la période d'Ur III les plus anciennes (en admettant qu'elles aient bien eu trois terrasses, voir plus bas). Cependant, selon ce même auteur, les premières ziggurats dateraient des périodes antérieures, car il considère les constructions à degrés représentées sur des sceaux-cylindres archaïques évoquées précédemment comme des ziggurats. Mais la distinction entre les ziggurats et les temples sur terrasses monumentales antérieurs peut paraître artificielle dans la mesure où la filiation qui existe entre eux est difficilement contestable et en fait des édifices de même nature. De fait, certains de ces temples sur terrasses de la période finale des Dynasties archaïques ont pu être qualifiés par leurs fouilleurs comme des ziggurats, comme c'est le cas pour la « ziggurat d'Anu » d'Uruk par Lenzen (car elle dispose de deux étages), ou celles de Kish. Quoi qu'il en soit il est plus couramment admis que les constructions réalisées dans les grands centres religieux de Sumer par Ur-Nammu d'Ur et son successeur Shulgi autour de 2100 sont de véritables ziggurats, même s'ils n'emploient pas ce terme (ni de terme précis) pour les désigner, et qu'il faut donc les distinguer des anciens temples sur terrasses, même si certains soutiennent qu'il y avait bien des ziggurats avant, notamment sous le règne de Gudea de Lagash, qui précède de peu les débuts de la période d'Ur III.
Le bâtiment en à gradins n'est pas une nouvelle architecture dans l'ancien Proche-Orient, puisqu'il a été mis en œuvre et répété par les anciens Égyptiens depuis l'ère de la troisième dynastie (v. 2700-2600 av. J.-C.). Selon O. Kaelin, il y a eu des influences égyptiennes sur la Mésopotamie, le roi Ur-Namma adoptant l'idée de la construction étagée, rompant ainsi avec les traditions de l'architecture des temples, et aurait introduit en Mésopotamie la construction étagée avec le premier édifice, après plusieurs générations et des siècles d'établissement de l'intérêt pour le modèle égyptien.

### Les temples sur terrasses de la Troisième dynastie d’Ur

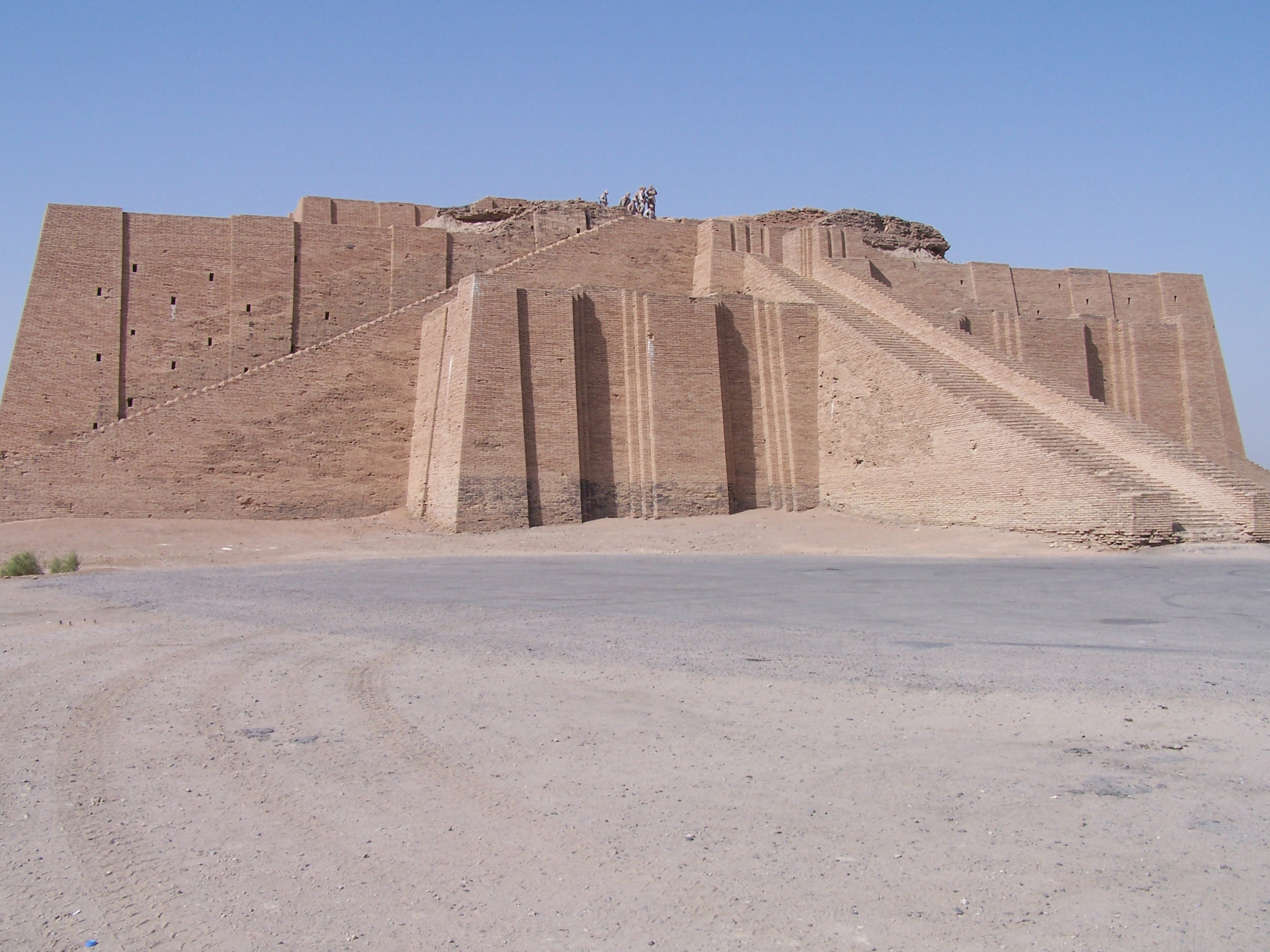
Ruines très restaurées de la ziggurat d'Ur.

Que les rois de la troisième dynastie d'Ur (XXIe siècle) soient les « inventeurs » des ziggurats ou non, cette époque est en tout cas décisive pour le succès futur des temples sur terrasse qui allaient être nommés ziggurats. C'est en effet à partir des débuts de la Troisième dynastie d'Ur que les grands centres cultuels de Basse Mésopotamie sont tous dotés progressivement de ces édifices qui sont conçus selon un même modèle, bien qu'ils ne soient pas strictement identiques : ces ziggurats ont une base rectangulaire, avec un grand escalier central perpendiculaire établissant un principe symétrique dans leur aspect, et sont construites dans une enceinte. Elles reprennent donc du point de vue architectural l'héritage des traditions antérieures des temples sur terrasse pour le reformuler dans un type d'édifice mûrement réfléchi.
Ces constructions ont apparemment été initiées par le fondateur de la dynastie, Ur-Namma (2112-2094), et poursuivies par son fils et successeur Shulgi (2094-2047). Le projet des rois d'Ur serait peut-être de bâtir une ziggurat pour chacune des divinités principales des provinces centrales de l'empire. Quatre ziggurats au moins ont été construites, dans les principaux centres religieux du pays de Sumer, d'où provenait la dynastie : Ur, Uruk, Eridu et Nippur. Il semblerait qu'il y en ait également eu une sur un autre site important de la période, Tell Drehem (Puzrish-Dagan) où un monticule caractéristique de ruines de ziggurat a été identifié (mais non fouillé),, et peut-être dans un autre lieu de culte majeur, Larsa.
Ces édifices sont construits selon le même principe : des terrasses, trois selon la reconstitution la plus courante issue de travaux de Leonard Woolley à Ur, ou bien deux selon l'alternative proposée par Schmid, empilées qui supportent probablement un temple, auquel on accède par deux escaliers latéraux parallèles à la base et un grand escalier central perpendiculaire, mais leur orientation est différente. Deux d'entre elles au moins succèdent sur leur emplacement à d'anciens temples sur terrasse (celles d'Eridu et d'Uruk, et il y aurait des traces de constructions antérieures pour les deux autres), ce qui semble bien confirmer la filiation entre les deux types d'édifices. En tout cas ces temples sur terrasses ne sont pas identifiés par un terme précis à cette période, le terme akkadien ziggurat n'apparaissant pas à cette période, tandis que le terme sumérien É-U6.NIR, qui est par la suite la traduction de ziggurat dans cette langue, n'apparaît pour cette période qu'en tant que nom cérémoniel du temple sur terrasse d'Eridu (et c'est peut-être d'après lui que ce nom désigna tous les édifices de même type),. Selon H. Waetzoldt ce serait le terme GI.GÙ.NA, jusqu'alors employé pour désigner des temples sur terrasse, qui servirait pour désigner ces édifices à degrés et le temple qui se trouve à leur sommet. De ce fait, même pour cette période il est sans doute anachronique de parler de « ziggurats ».
Ces bâtiments ont nécessité la mise au point de nouvelles techniques de construction, et la mobilisation de nombreux travailleurs. Si on s'intéresse au contexte de réalisation de ces édifices, on remarque qu'ils s'inscrivent dans la politique de grands travaux mis en œuvre par les souverains de ce véritable empire dominant alors toute la Mésopotamie, et servi par un appareil bureaucratique et une foule de dépendants qui atteint des quantités jamais connues auparavant. Cela explique pourquoi ces quatre ziggurats sont construites selon un même modèle presque standardisé, en quelque sorte « en série ». Plus largement, les rois d'Ur III ont particulièrement insisté sur l'aspect religieux de leur rôle, mis en avant dans plusieurs hymnes royaux et par leur « divinisation », et l'édification des ziggurats sous cette dynastie est sans doute à replacer dans ce contexte idéologique.

### Les ziggurats auxIIeetIermillénaires

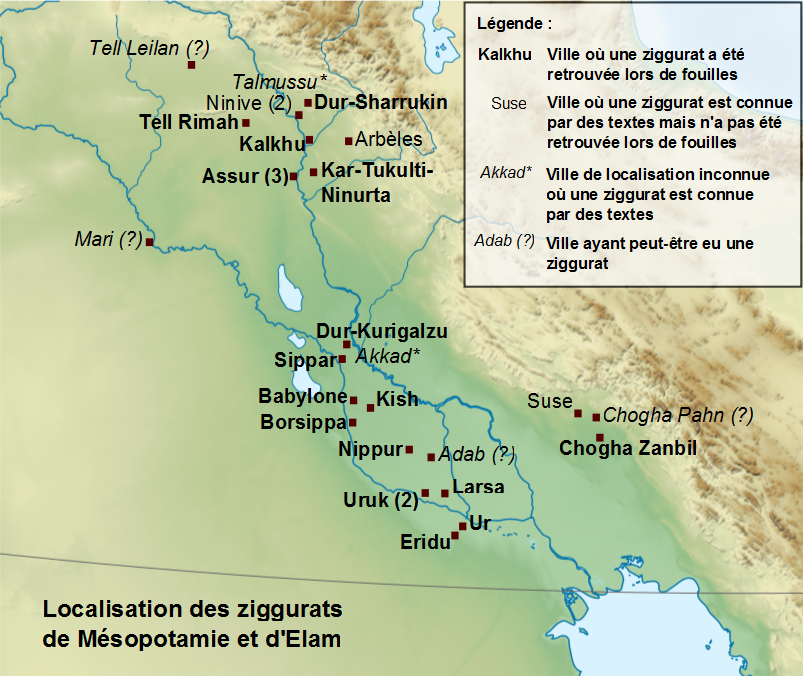
Localisation des villes de Mésopotamie et d'Élam comportant des ziggurats, connues par l'archéologie ou des inscriptions.

Après l'effondrement de la Troisième dynastie d'Ur vers 2004, la construction de temples sur terrasses se poursuit sous l'impulsion des rois d'origine amorrite des États de la Basse Mésopotamie du début du IIe millénaire, qui ont l'habitude de reprendre les traditions héritées de leurs prestigieux prédécesseurs sumériens. Il est souvent difficile de savoir à qui attribuer la construction ou la reconstruction des ziggurats fouillées sur des sites, que l'archéologie ne peut généralement que dater d'une période générale. Des inscriptions de fondation et d'autres textes royaux commémorant la construction ou la restauration (la différence est parfois difficile à saisir d'après les textes) d'une ziggurat peuvent aider à situer plus précisément la date de travaux observés lors de fouilles, mais il n'y en a que pour une minorité de cas. C'est en tout cas à cette époque qu'apparaît le terme ziggurat/U6.NIR pour désigner ce type d'édifice (dans les inscriptions royales à commencer par celles de Samsi-Addu, dans la liste lexicale Diri, et des textes littéraires comme les hymnes de temples, la Lamentation sur Eridu et le Héron et la tortue).
Les rois amorrites à qui peuvent être attribués une grande activité de construction de ziggurats sont ceux de la première dynastie de Babylone. Le plus célèbre d'entre eux, Hammurabi (1792-1750), a reconstruit celle de l'Ebabbar de Larsa (dédié au dieu-soleil Shamash) d'après ce que rapporte une inscription postérieure de Nabonide qui a restauré à son tour cet édifice,. Le nom de sa 36e année de règne commémore la construction de celle de Kish : « Année où le roi Hammurabi rénova l'Emeteursag, érigea la ziggurat, la haute demeure (de) Zababa et d'Inanna, dont le sommet est aussi haut que le ciel, et augmenta considérablement la gloire des divinités Zababa et Inanna avec un pouvoir légitime. » Son fils Samsu-iluna (1749-1712) qui a laissé d'autres textes sur la construction de ziggurats : une inscription de fondation commémorant la construction de celle de l'Ebabbar de Sippar (autre grand sanctuaire du dieu-soleil), célébrée aussi dans le nom de sa dix-huitième année de règne ; et une autre rapportant des travaux sur la ziggurat de Kish dédiée à Zababa et Ishtar,. Le premier état de la ziggurat de Babylone est également attribuable à un de ces souverains. Plus au nord, des ziggurats sont peut-être construites en Mésopotamie centrale dans le royaume d'Eshnunna, et assurément en Haute Mésopotamie vers le début du XVIIIe siècle à Tell Rimah (sans doute l'antique Qattara) et à Assur pour le dieu tutélaire de la ville, Assur (souvent confondu avec le grand dieu Enlil). Le meilleur candidat pour la construction de ces deux édifices est le roi Shamshi-Adad Ier/Samsi-Addu (1815-1775), qui a par ailleurs laissé une inscription commémorant celle d'une troisième ziggurat dans la région, à Ninive où elle n'a pu être repérée sur le site même,. En Élam, la ziggurat de Suse est attestée par des inscriptions de souverains du début du XVIIIe siècle et milieu du XVIIe siècle.

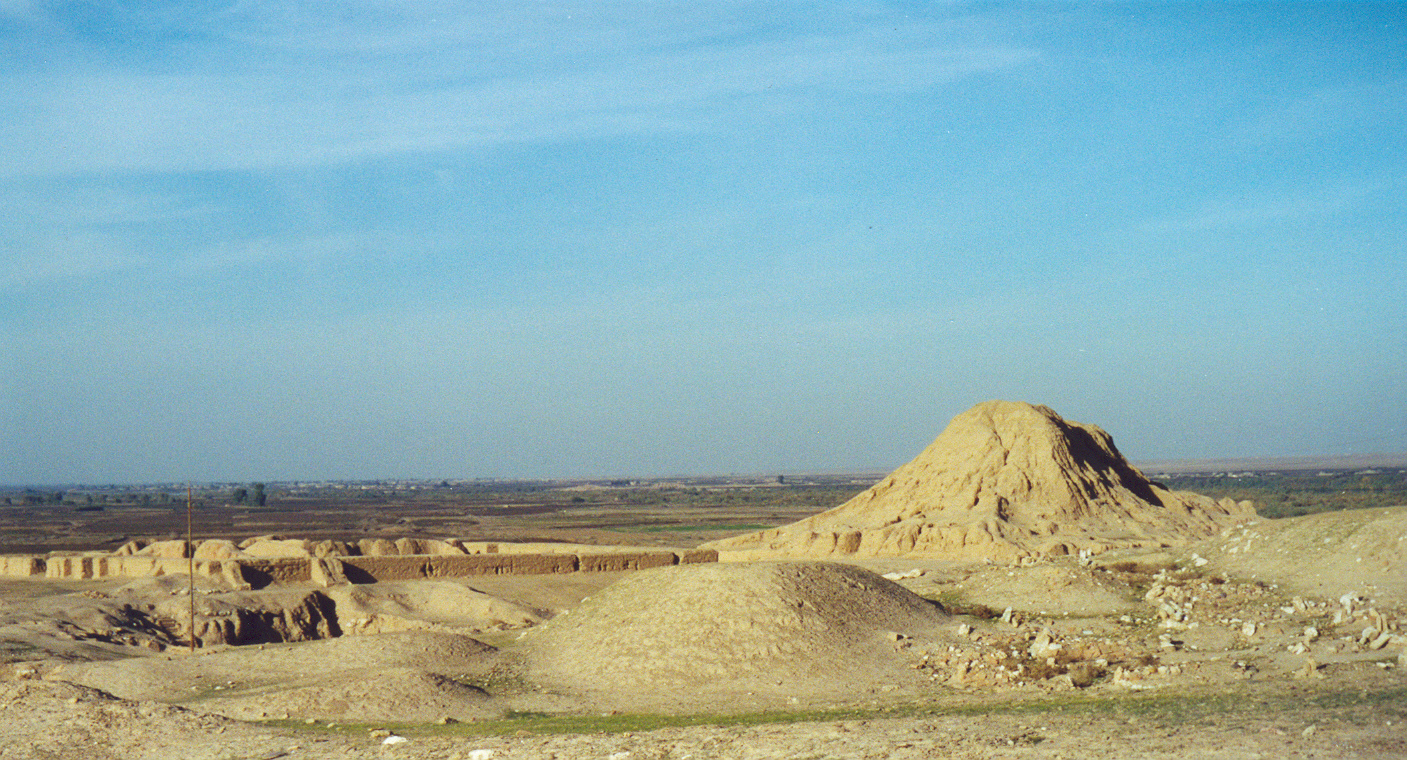
Vue du site d'Assur (Qal'at Sherqat), avec les ruines de la ziggurat.

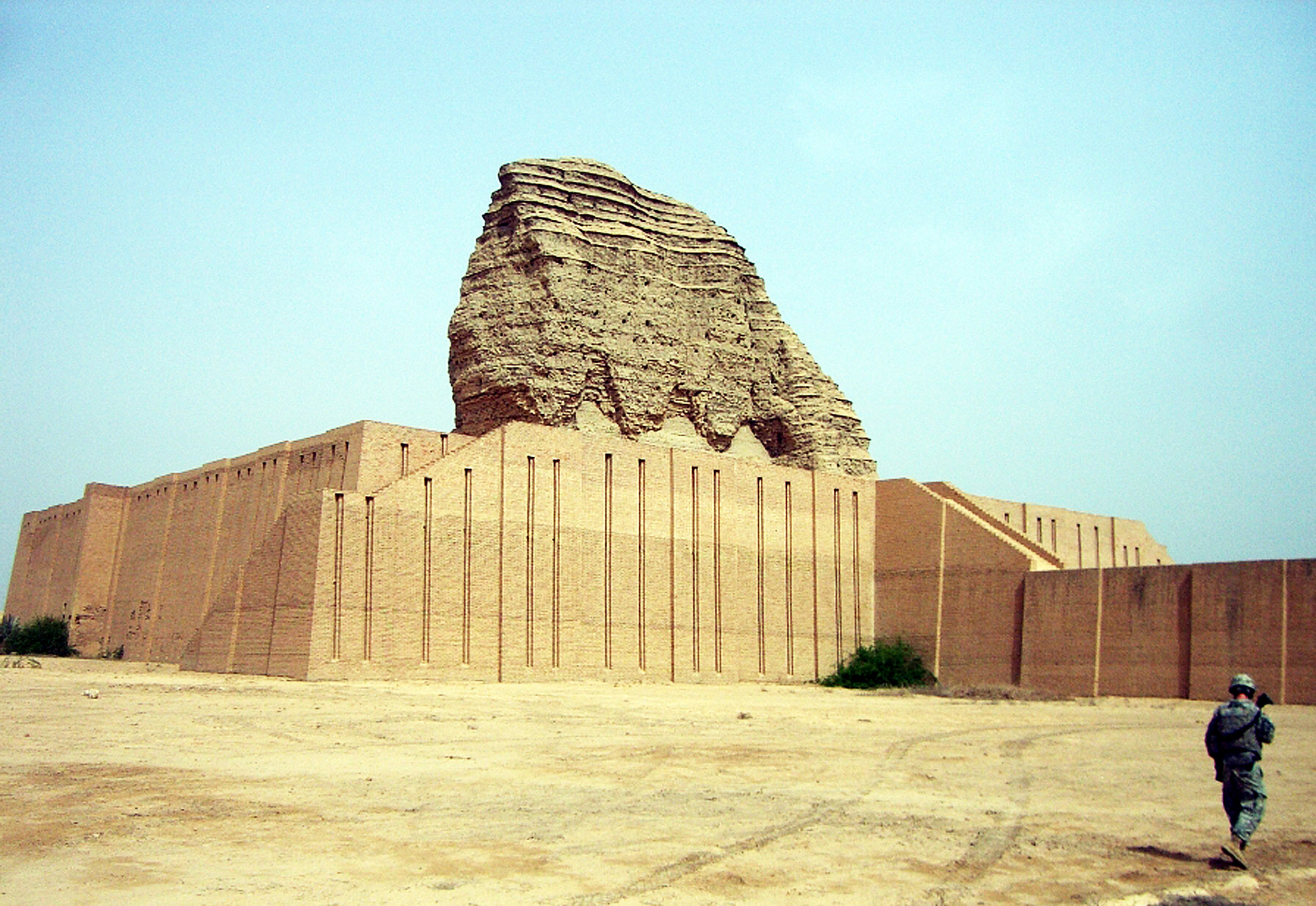
La ziggurat de Dur-Kurigalzu (Aqar Quf) après restauration de sa base.

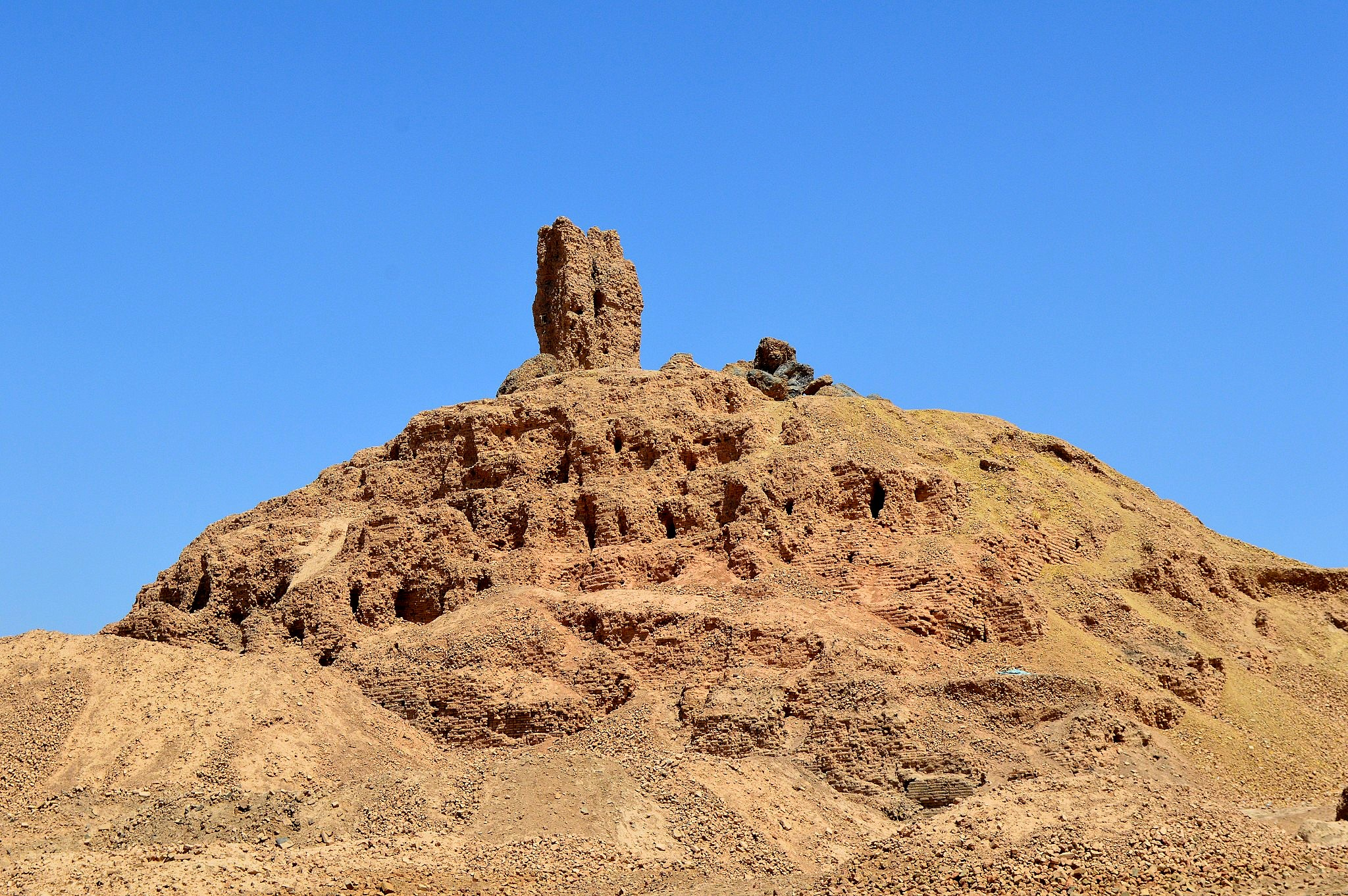
Ruines de la ziggurat de Borsippa (Birs Nimrud).

Durant la seconde moitié du IIe millénaire, de nouvelles ziggurats sont bâties, alors qu'on continue d'entretenir les précédentes. En Babylonie, un des deux rois kassites nommé Kurigalzu (sans doute le premier, au début du XIVe siècle) en érige une dans sa nouvelle capitale homonyme, Dur-Kurigalzu (Aqar Quf). D'autres rois kassites restaurent des ziggurats, comme un des deux Kadashman-Enlil à Nippur et Marduk-apla-iddina (1171-1159) à Borsippa, et celle de Babylone est agrandie, peut-être sous le règne de Nabuchodonosor Ier (1126-1105). Les rois assyriens de la même période construisent plusieurs ziggurats en même temps qu'ils restaurent celles déjà existantes à Assur et Ninive. Deux ziggurats connues par les fouilles sont bâties dans le temple double d'Anu et Adad à Assur (ce qui fait en tout trois ziggurats identifiées par l'archéologie dans cette ville), et une autre à Kar-Tukulti-Ninurta, ville nouvelle fondée par Tukulti-Ninurta Ier (1245-1208). Une inscription du roi assyrien Salmanazar Ier (1275-1245) rapporte la restauration de plusieurs temples dont des ziggurats, parmi lesquelles celles dédiées à Ishtar à Arbèles (Erbil) et à Talmussu (localisation exacte inconnue), pour lesquelles on ne dispose pas d'autres attestations. Au même moment, plusieurs sont construites dans le royaume élamite (dans le sud-ouest de l'Iran actuel), à commencer par celle de la nouvelle ville fondée par le roi Untash-Napirisha (1345-1305), Dur-Untash (Chogha Zanbil). Des inscriptions de ce même royaume mentionnent qu'il existait à cette période deux autres ziggurats, dans la grande ville de Suse et peut-être aussi sur le site de Chogha Pahn,.
Les rois assyriens de la première moitié du Ier millénaire restaurent à plusieurs reprises les anciennes ziggurats, et certains d'entre eux en construisent des nouvelles, notamment dans les capitales qu'ils bâtissent pour leur royaume, ce type d'édifice étant indispensable pour une grande ville mésopotamienne : Assurnasirpal II (883-859) en fait construire une à Kalkhu (Nimrud) vers 870, Salmanazar III (858-824) est peut-être à l'initiative d'une autre sur le site de Tell el-Hawa, et Sargon II (722-705) en fait ériger une à Dur-Sharrukin (Khorsabad) à la fin du VIIIe siècle. Un texte de ce dernier roi évoque sa restauration d'une ziggurat dédiée à Adad à Ninive, donc la seconde attestée sur ce site. Vers la même époque, Kudurru le gouverneur de Nippur participe à l'entretien de la ziggurat de la ville de Der. Le roi Assarhaddon (680-669) fait bâtir ou restaurer la seconde ziggurat d'Uruk, dans le sanctuaire d'Anu. Plusieurs grandes ziggurats existantes en Basse Mésopotamie sont restaurées voire agrandies par les souverains Assyriens et Babyloniens de la première moitié du Ier millénaire. La mieux connue par les textes est la ziggurat de Babylone, Etemenanki, remaniée entre le VIIe siècle et le début du VIe siècle par les rois assyriens Assarhaddon et Assurbanipal (669-627) puis les babyloniens Nabopolassar (626-605) et Nabuchodonosor II (605-562), marque l'aboutissement de ce type de constructions, tandis que la plus étudiée par l'archéologie est celle de Borsippa. Les inscriptions de Nabonide (556-539) indiquent qu'il a restauré celles d'Ur, de Larsa et également les deux qui se trouvaient dans le sanctuaire d'Ishtar à d'Akkad, ville dont l'emplacement n'a pas été localisé,.
Donc les textes mésopotamiens montrent qu'il existait des ziggurats dont les traces n'ont pas été retrouvées même sur des sites fouillés intensivement comme Ninive et Suse où elles ont probablement été arasées durant l'Antiquité (ou lors des fouilles dans le second cas). Des listes de ziggurats classées par villes ont été trouvées sur deux tablettes dont les exemplaires datent de la période néo-assyrienne et de la période néo-babylonienne, mais qui sont probablement des copies de textes plus anciens. Elles listent respectivement 22 et 23 ziggurats pour les sites de Basse Mésopotamie uniquement, notamment certaines villes ayant des sanctuaires importants qui n'ont pas fait l'objet de fouilles importantes (Kutha, Dilbat, Marad). Mais elles entrent parfois en contradiction avec les découvertes archéologiques, donnant notamment plusieurs ziggurats pour des sites où une seule a été repérée, comme à Nippur, et leur interprétation est donc difficile. Il pourrait en tout y avoir eu une trentaine de ziggurats en Mésopotamie (une vingtaine avec certitude) et trois en Élam, construites entre la fin du XXIe siècle et le VIIIe siècle, en sachant qu'il pouvait en exister d'autres dans des sites non fouillés et non attestées par les textes. En tout cas l'observation de certains sites lors de prospections a permis d'y relever parfois la présence de monticules s'apparentant à des ruines de ziggurats (Drehem par exemple). Enfin, il y a parfois des divergences chez les archéologues pour savoir si la construction en présence est une ziggurat ou un temple sur terrasse, en raison des problèmes de définition évoqués précédemment, notamment pour des édifices dont les fouilles sont anciennes et qui datent de la période archaïque (IIIe millénaire) : c'est le cas de la première « ziggurat d'Anu » d'Uruk, qui correspond plutôt à un temple sur terrasse, ou bien des deux « ziggurats » d'époque archaïque du Tell Inghara à Kish, dont les ruines ne sont pas suffisantes pour les caractériser ainsi (même si ce site a probablement disposé d'une ziggurat).

### La fin des ziggurats
Les ziggurats de Babylonie continuent à être entretenues au moins jusqu'à la chute du royaume de Babylone en 539. Ces édifices suivent le destin de la tradition religieuse mésopotamienne qui s'étiole lentement durant la seconde moitié du Ier millénaire. Les derniers grands travaux entrepris sur des ziggurats se situent à Uruk durant la période séleucide, au milieu du IIIe siècle, quand la ziggurat de l'Eanna est réaménagée et celle du nouveau complexe cultuel du dieu Anu est construite à partir des ruines d'une plus ancienne. Parallèlement, il semble que celles de Babylone et la principale d'Assur continuent à avoir un rôle cultuel. Elles cessent de fonctionner à la période parthe, aux alentours de 100. Il est manifeste que la plupart des ziggurats sont progressivement tombées en ruine après la chute des empires mésopotamiens, n'étant plus entretenues. Certaines sont reconverties pour un temps en forteresse à l'époque parthe, à Nippur, Borsippa et peut-être à Assur. Toutes les ziggurats sont finalement abandonnées comme la plupart des anciennes grandes villes mésopotamiennes où elles se trouvaient et souvent leurs briques ont été utilisées comme matériaux de construction par les populations vivant à leur proximité. Cela n'a pas empêché certaines de rester encore impressionnantes malgré l'épreuve des siècles et de susciter encore l'imagination des voyageurs (à Borsippa, Dur-Kurigalzu, Chogha Zanbil), tandis que d'autres ont totalement disparu sans doute après des remaniements de l'urbanisme (Ninive, Suse).

## Caractéristiques architecturales de la ziggurat

### Formes et dimensions

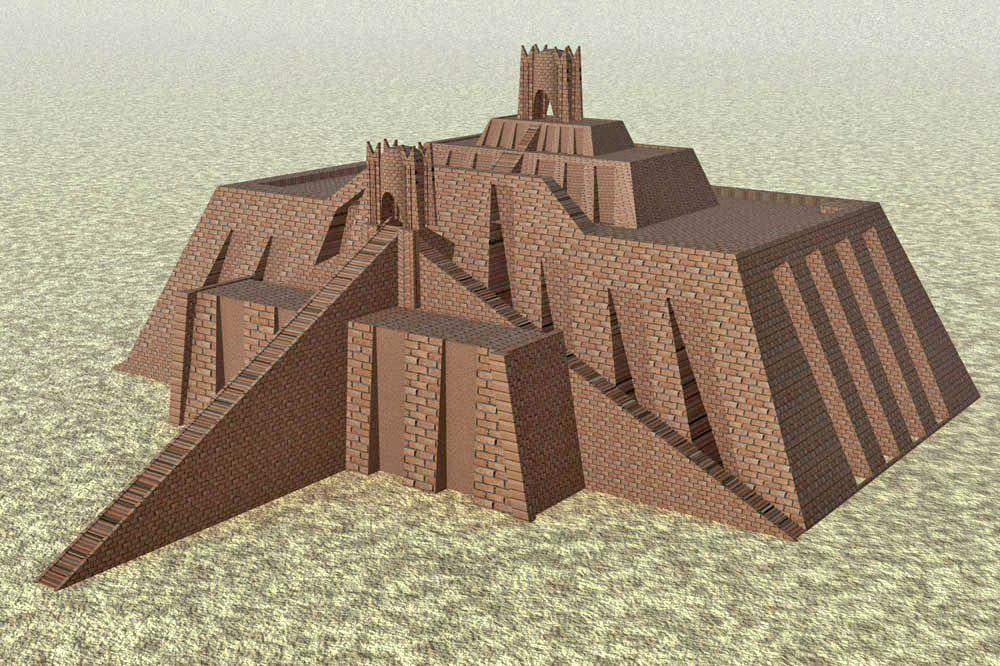
Tentative de reconstitution de la ziggurat d'Ur.

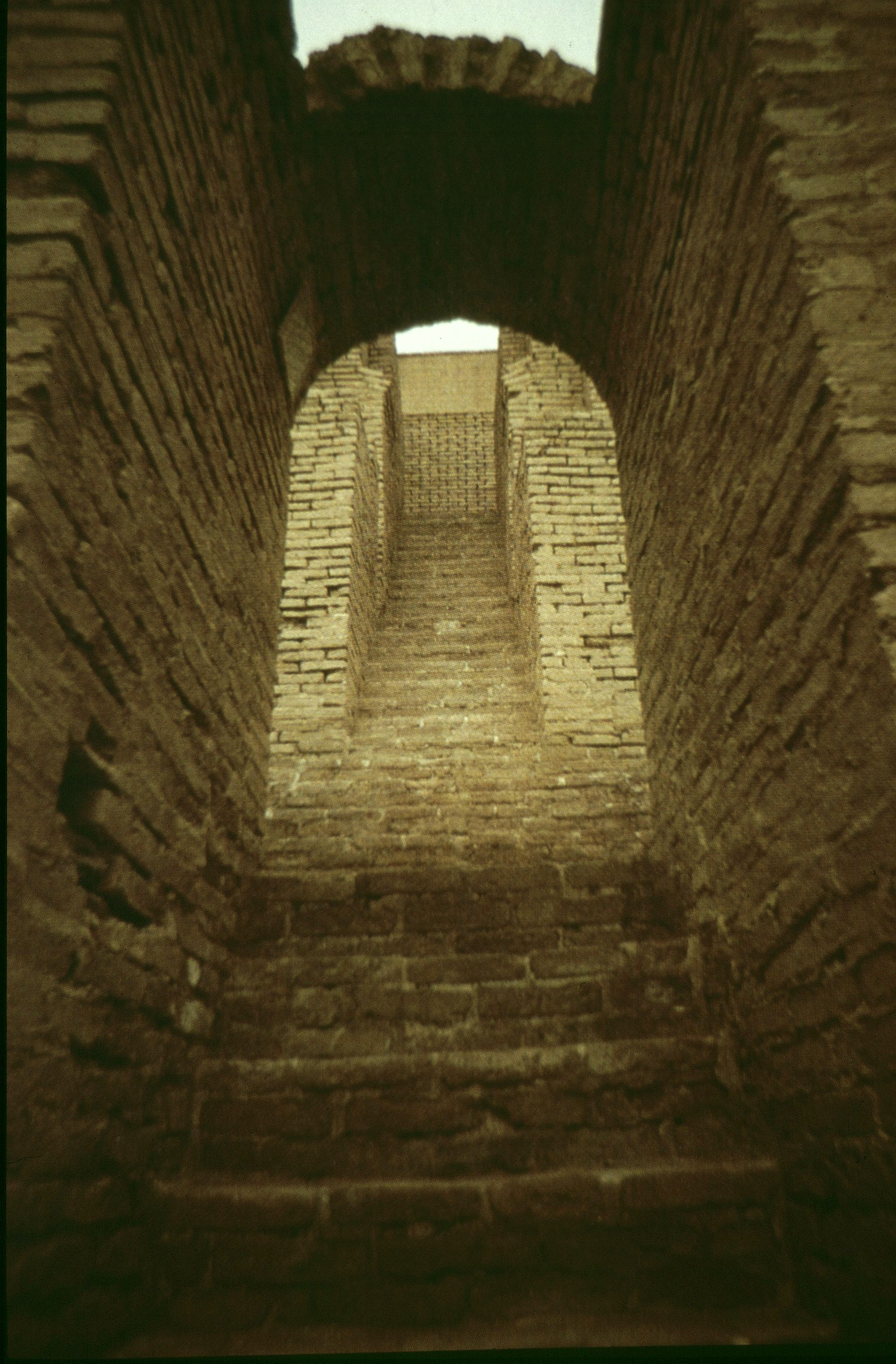
Un des escaliers de la ziggurat de Chogha Zanbil.

Une ziggurat est un bâtiment massif construit sur une vaste terrasse (kiggallu) servant de fondation, et composé de plusieurs (deux ou trois à sept) terrasses pleines de plan carré ou rectangulaire empilées et en retrait les unes par rapport aux autres, formant des niveaux (rikbu), le dernier étage étant supposé supporter un temple. Selon ce que semblent indiquer les textes métrologiques relatifs aux dimensions de ziggurats, celles-ci répondaient à des nombres symboliques, ce qui est au moins évident pour le nombre d'étages. Dans la pratique, les formes que prenaient ces bâtiments étaient variées, faisant de ces édifices un ensemble relativement hétérogène en dépit d'une morphologie similaire.
D'après les relevés des fouilles archéologiques (qui n'ont généralement pu bien mettre au jour que la base des édifices), il apparaît que les ziggurats sont des bâtiments de base carrée ou rectangulaire : au sud les premières ziggurats de l'époque d'Ur III sont de base rectangulaire, mais avec le temps la forme carrée semble triompher, tandis qu'au nord elles sont systématiquement carrées, de même qu'à Chogha Zanbil en Élam. En revanche il n'y a pas d'orientation uniforme. Ces bases ont des dimensions variables. Les plus petites ont des côtés d'une trentaine de mètres : 31,50 × 19 m à Tell Rimah, 36,60 × 35 m pour les ziggurats jumelles d'Anu et d'Adad à Assur à l'époque médio-assyrienne (réduites à environ 24 × 21,30 mètres à l'époque néo-assyrienne), 31 × 31 m à Kar-Tukulti-Ninurta, 37 × 30 m à Sippar, etc. Les plus grandes au sol sont celles de Chogha Zanbil, avec 105,20 m de côté, et celle du complexe d'Anu à Uruk à la période séleucide, qui aurait eu une base de 110 m de côté. Celle de Babylone dans son état final a une base carrée d'environ 91 m de côté. Entre ces extrêmes, on trouve des ziggurats ayant une base dont les côtés varient entre 40 et 60 mètres généralement : 43,10 × 43,10 m à Khorsabad, 51 × 51 m à Kalkhu, 60 × 60 m pour la ziggurat d'Assur dans la ville du même nom, 43,50 × 40,30 m à Larsa, 56 × 52 m à l'Eanna d'Uruk, 57 × 39,40 m à Nippur, 61,80 × 36,50 m à Eridu, 62,50 × 43 m à Ur, et jusqu'à 67,60 × 69 m à Dur-Kurigalzu.
L'accès vers les niveaux supérieurs des ziggurats se faisait par des escaliers. Dans le sud mésopotamien, les bases de ceux-ci apparaissent sur leurs fondations : un escalier principal est perpendiculaire à l'édifice, et il est encadré par deux autres escaliers plaqués contre le monument et parallèles au mur. À Ur, où le premier niveau de l'édifice a pu être fouillé, ils se rejoignaient dans une porte carrée (la « gate-tower » de Woolley), où devait se trouver le départ de la voie d'accès au sommet de l'édifice. Comme les étages supérieurs ne sont pas conservés, il est impossible de savoir comment se faisait l'accès au temple haut, puisqu'il semble que l'escalier principal n'atteignait pas le sommet de l'édifice. Les ziggurats assyriennes n'ont en revanche pas laissé de traces de tels escaliers. Cela est dû à la particularité de leur environnement architectural : elles sont en général accolées à un temple intégré dans le même complexe qu'elles et situé sur une plate-forme commune : l'accès s'y faisait probablement par un escalier dont la base se situait à l'intérieur du temple ou sur son toit et qui a disparu avec la dégradation des édifices. C'est ce que semblent indiquer les analyses des résultats des fouilles de Tell Rimah, Assur (même si c'est moins évident pour la ziggurat principale), Kar-Tukulti-Ninurta et Kalkhu. Le cas de la ziggurat de Dur-Sharrukin, pour laquelle Victor Place a décrit une ascension suivant une rampe hélicoïdale, est problématique puisqu'il s'agirait d'un cas isolé, et que la fiabilité des relevés de ce fouilleur est discutée,,. Sur la ziggurat de Chogha Zanbil, la mieux conservée, l'ascension au second étage se faisait de façon originale par quatre escaliers internes voûtés partant à la perpendiculaire de l'édifice, situés au milieu de chacun des côtés du premier étage. Des escaliers externes ou internes devaient ensuite donner accès aux autres étages.

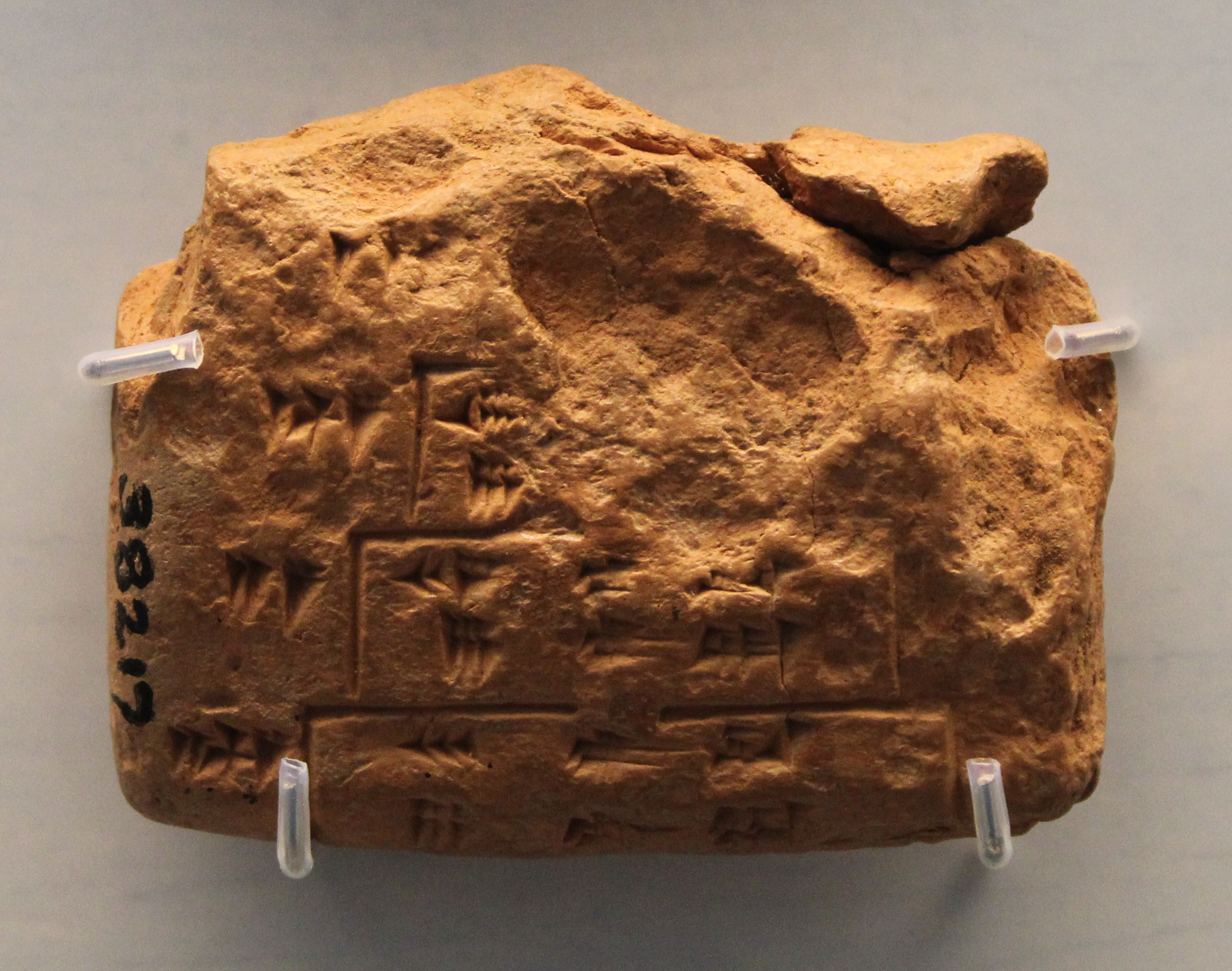
Fragment de tablette métrologique scolaire comprenant le dessin d'une ziggurat théorique avec ses dimensions. British Museum.

Le nombre d'étages que comportaient les ziggurats est dans la plupart des cas incertain, l'érosion du sommet des ziggurats et l'absence de représentation pour les périodes anciennes empêchant d'avoir des confirmations dans la plupart des cas. Si on suit les propositions de Woolley, il y en aurait eu trois sur les premières construites au temps d'Ur-Nammu, mais cela a été contesté par Schmid qui propose plus simplement deux étages. Celle de Chogha Zanbil, la mieux conservée, en aurait eu quatre ou cinq, sans compter le temple haut. Il est évident grâce aux textes et images que la ziggurat de Babylone en comportait sept, ce qui semble être le maximum et également un nombre à valeur symbolique forte, peut-être vu comme le nombre idéal d'étages d'une ziggurat aux périodes récentes. Une tablette scolaire tardive montrant un plan d'élévation d'une ziggurat à sept étages avec leurs dimensions est sans doute un exercice abstrait représentant une ziggurat idéalisée, et une autre tablette provenant de Nippur fait de même. Dans le nord, les sceaux médio- et néo-assyriens ont plutôt tendance à représenter des ziggurats à quatre étages, mais ce type de représentation simplifiée est difficile à exploiter pour une reconstitution architecturale. Un bas-relief néo-assyrien retrouvé à Ninive, uniquement préservé par une copie, représentait une ziggurat, sans doute dans une ville élamite, de quatre étages surmontée par un temple haut doté de cornes.
Il reste donc impossible de savoir quelle était la hauteur atteinte par ces édifices, seule une estimation est envisageable. Les ruines de celle de Dur-Kurigalzu atteignent encore 57 mètres de haut, et elle aurait pu s'élever à l'origine à près de 70 mètres, cet édifice étant l'une des plus grandes ziggurats. À Borsippa les ruines s'élevaient au moment des fouilles à 47 mètres, à Kalkhu peut-être à environ 25 mètres au-dessus de la plaine et aurait pu mesurer dans l'Antiquité une quarantaine de mètres de hauteur, et à Chogha Zanbil elles font encore 25 mètres de haut et pourraient avoir atteint plus de 50 mètres à l'origine. Celle de Babylone aurait eu une hauteur de 90 mètres si on se fie à la Tablette de l'Esagil, document comprenant la description des dimensions de l'édifice. Mais la fiabilité de ce texte est remise en cause, étant donné qu'il semble donner des chiffres symboliques, car son but est d'expliquer la fonction cosmologique de l'édifice et pas forcément de le décrire tel qu'il est réellement. Cette hauteur paraît trop importante par rapport à sa base, et un tel édifice s'effondrerait. Tout ceci explique pourquoi la hauteur de la ziggurat de Babylone est discutée en dépit des sources disponibles, et les dernières estimations sont moins hautes (autour de 60 mètres).

### Le temple haut

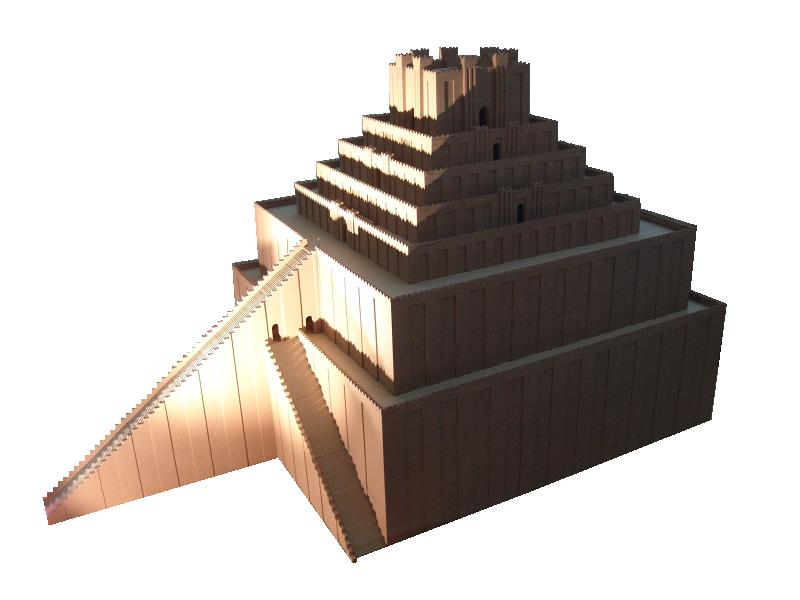
Maquette proposant une reconstitution de la ziggurat de Babylone (selon les travaux de H. Schmid), Pergamon Museum.

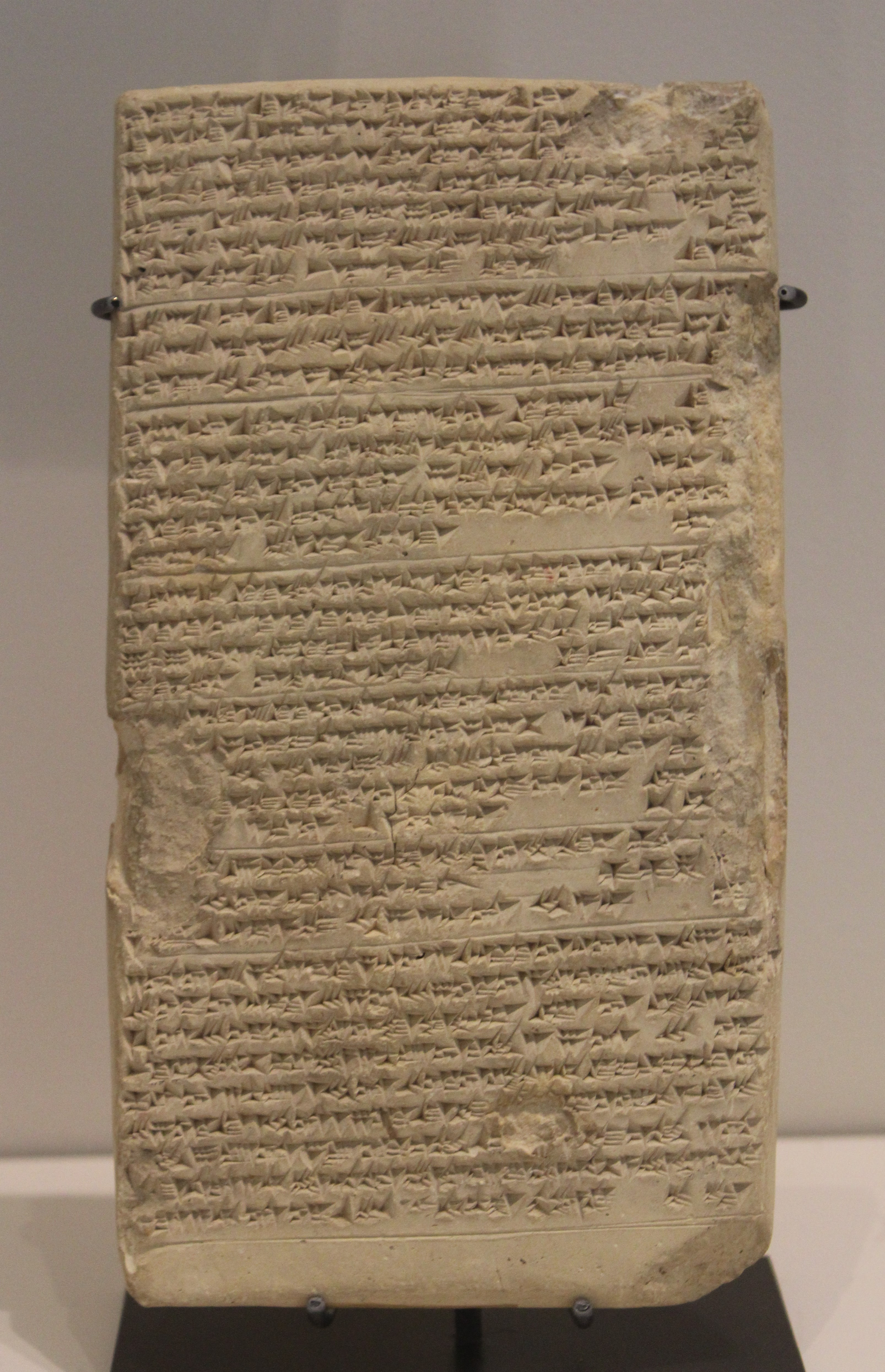
Tablette de l'Esagil, version du musée du Louvre.

On estime généralement que le dernier étage des ziggurats comprenait un temple, le plus souvent appelé gigunû, ou kukunnum en Élam. Dans le cas de celle de Babylone on trouve šahūru (terme qui pourrait en fait ne désigner que son toit en terrasse), ou rarement bīt ziqrat (« temple (litt. maison) de la ziggurat »). Celui de la ziggurat d'Anu à Uruk durant l'époque séleucide porte un nom de temple, É.ŠÁR.RA (« Maison de la totalité »).
Tous ces édifices ont disparu à la suite de l'érosion des bâtiments les supportant, ce qui fait qu'il est impossible d'avoir la certitude de l'existence d'un tel édifice au sommet de chaque ziggurat, même si cette solution est généralement conservée, notamment depuis qu'on fait dériver ces édifices des anciens temples sur terrasses, qui sont des temples à proprement parler, disposant de plusieurs pièces (dont une cella), de dimensions 22,30 × 17,50 m pour le « Temple blanc » de la ziggurat d'Anu d'Uruk, et environ 18 × 22,50 mètres pour le temple de Tell Uqair. Pour les ziggurats, certains textes impliquant le déroulement de rituels dans ces édifices plaident pour y voir des édifices construits de la même manière que les temples au sol connus par l'archéologie. La question est alors de savoir s'il s'agirait alors d'un temple à proprement parler, ou plutôt d'une chapelle de taille plus réduite. L'interprétation dépend dans bien des cas du nombre d'étages reconstitué : pour Ur la reconstitution de L. Woolley situe cette construction sur un supposé troisième étage, ce qui ne laisserait la place qu'à un édifice de taille réduite, tandis que pour H. Schmid (après E. Heinrich) le temple haut serait construit sur le second étage (qui mesure environ 36 mètres de long pour 26 de large), et il y aurait alors de l'espace pour un temple à proprement parler à plusieurs pièces. 
Le meilleur moyen d'avoir des informations sur ces édifices est de se reporter aux quelques textes mentionnant celui de Chogha Zanbil, et surtout à la documentation relative à celui de Babylone au Ier millénaire, à savoir une stèle récemment redécouverte sur laquelle le bâtiment est représentée avec son temple haut, accompagnée d'un plan de celui-ci et surtout des textes, comme la description d'Hérodote, ou la Tablette de l'Esagil. Selon cette dernière, ce temple mesurait 25 × 24 mètres, et aurait atteint 15 mètres de hauteur. L'accès s'y faisait par des portes situées sur chacun de ses côtés, menant à six cellae (papāhu) disposées autour d'une cour centrale couverte. Il fut bâti avec des poutres de cèdre, ses murs extérieurs étaient recouverts de briques à glaçure bleue. Hérodote dit qu'on n'y trouvait pas de statues, seulement « un grand lit bien garni, et près de ce lit une table d'or ». S'y trouvait donc au moins le riche mobilier des dieux, comme dans des cellae normales. Une image de la ziggurat, sans doute élamite, sculptée sur un bas-relief de Ninive, montre que le temple supérieur était décoré par deux têtes d'animaux à cornes sur au moins un de ses côtés,, et l'Épopée de la Création babylonienne indique peut-être que la ziggurat de cette ville comportait aussi des cornes.

### Matériaux et techniques de construction
Les ziggurats sont bâties dans le matériau de construction fétiche de la civilisation mésopotamienne : la brique d'argile. La pierre est uniquement utilisée là où elle est disponible, en Assyrie, pour construire les soubassements et revêtements de ces édifices, comme cela a été observé pour le niveau de base de la ziggurat de Kalkhu. La brique d'argile peut être rectangulaire ou carrée, disposée de chant ou à plat, suivant différents types d'appareil (en boutisse ou en panneresse). Le noyau central des ziggurats était constitué de briques crues, la grande majorité des briques ayant servi à leur construction. Il était généralement encadré d'un coffrage de briques cuites, bien plus solides et moins perméables à l'eau. Ce coffrage est large d'environ 1,50 mètre pour les ziggurats de la période d'Ur III, mais atteint 15 mètres dans celle de Babylone durant son état final. La dernière à avoir été construite, celle d'Anu à Uruk à la période séleucide, a une base réalisée autour d'un noyau daté de son état de la période néo-assyrienne, mais entouré d'un appareil de briques séparées par des épaisseurs notables de mortier, constituant une construction plus fruste que les ziggurats traditionnelles. La ziggurat de Chogha Zanbil présente la spécificité de ne pas avoir été érigée suivant un principe horizontal d'empilement de terrasses, mais suivant un principe vertical, en partant d'un bloc constituant l'étage supérieur autour duquel sont bâtis les niveaux inférieurs, tous les niveaux partant du sol.
Les murs avaient généralement un décor extérieur de pilastres et de redans, et avaient une forme légèrement courbée pour pallier les effets de la perspective (entasis). En plus de ce décor, les murs de la ziggurat d'Uruk de l'époque d'Ur III semblent avoir été recouverts d'un plâtre de couleur claire qui devait donner de l'éclat à l'édifice. À Tell Rimah, la façade ouest de la ziggurat avait un décor de demi-colonnes torsadées, suivant un décor qui se retrouve aussi dans le temple. Il a également été proposé que des arbres aient été plantés sur certaines ziggurats.
Les escaliers et les sols des étages sont généralement faits en briques cuites eux aussi. Des briques glaçurées colorées ont pu être utilisées, à partir du Ier millénaire av. J.-C., pour certains temples supérieurs comme il a été vu précédemment et peut-être pour les étages supérieurs, en tout cas des fragments de telles briques ont été mis au jour sur les ruines de certaines ziggurats, comme celle de Nippur. À Dur-Sharrukin, si on suit la description de Victor Place à propos de la ziggurat, les murs des étages de l'édifice auraient chacun une couleur spécifique, mais ce témoignage a été contesté. Cependant d'autres témoignages provenant des anciennes fouilles de Borsippa et d'Ur iraient également dans le sens de couleurs spécifiques assignées à certains étages, ce qui n'apparaît pas pour d'autres sites. Pour celle de Chogha Zanbil, une inscription de son constructeur Untash-Napirisha indique qu'elle avait des briques en argent, en or et en obsidienne blanche.
La masse que constituait l'ensemble des millions de briques agglomérées dans une ziggurat posait différents problèmes physiques : des pesées, des poussées, des tassements, des glissements latéraux, en plus de problèmes d'infiltration ou d'écoulements d'eau. Les bâtisseurs mésopotamiens avaient donc mis en œuvre différents procédés pour assurer la durabilité de ces édifices. Du bitume était employé pour imperméabiliser la base des ziggurats. L'eau de pluie ruisselant sur les étages supérieurs était évacuée par des « drains-gouttières » en brique crue. Des couches de roseaux disposées à intervalles réguliers entre les briques, constituaient un chaînage évitant le glissement des briques. Certaines ziggurats (Uruk, Borsippa, Dur-Kurigalzu) comprenaient en plus un ancrage de cordes de roseaux tressées courant sur toute leur longueur. Des troncs d'arbres pouvaient également être disposés dans le massif de briques (comme à Chogha Zanbil et Borsippa), servant de chaînage ou d'armature, reliant le cœur de briques crues aux briques cuites de la couche extérieure. De petits tunnels étaient également laissés dans la ziggurat, sans doute pour permettre l'assèchement du massif de briques, ou bien pour compenser la variation de taille de ses briques suivant la chaleur ou l'humidité. Les constructeurs de la ziggurat de Tell Rimah ont employé des techniques différentes, sans doute dans le même but : un espace de 90 cm sépare le cœur de l'édifice des murs extérieurs, et une chambre centrale voûtée, vide et inaccessible, a été laissée à l'intérieur de la ziggurat. Ce même procédé se retrouve dans d'autres ziggurats assyriennes, comme à Kalkhu.

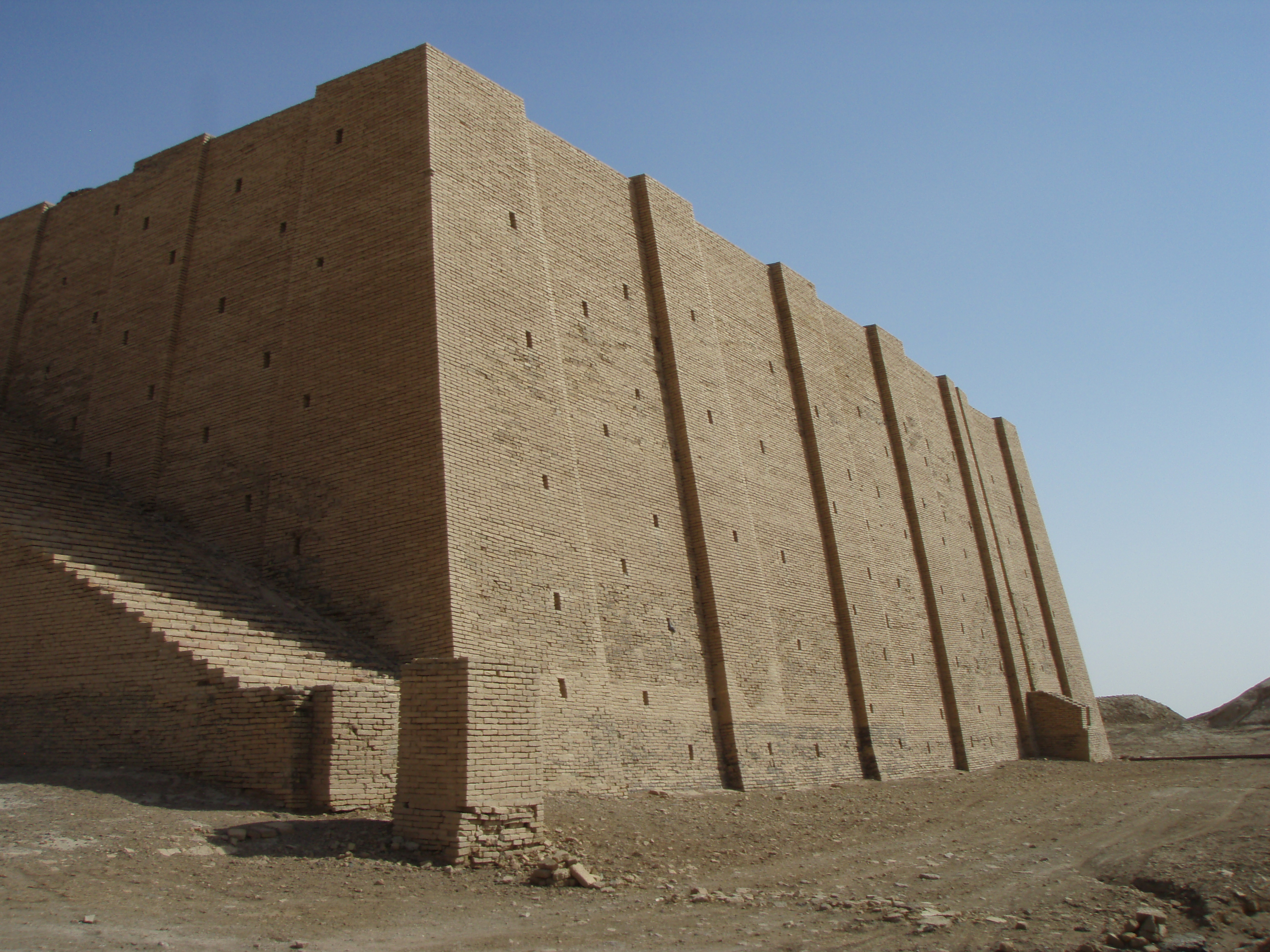
Côté de la ziggurat d'Ur, massif inférieur : décor à pilastres et redans et drains gouttières.
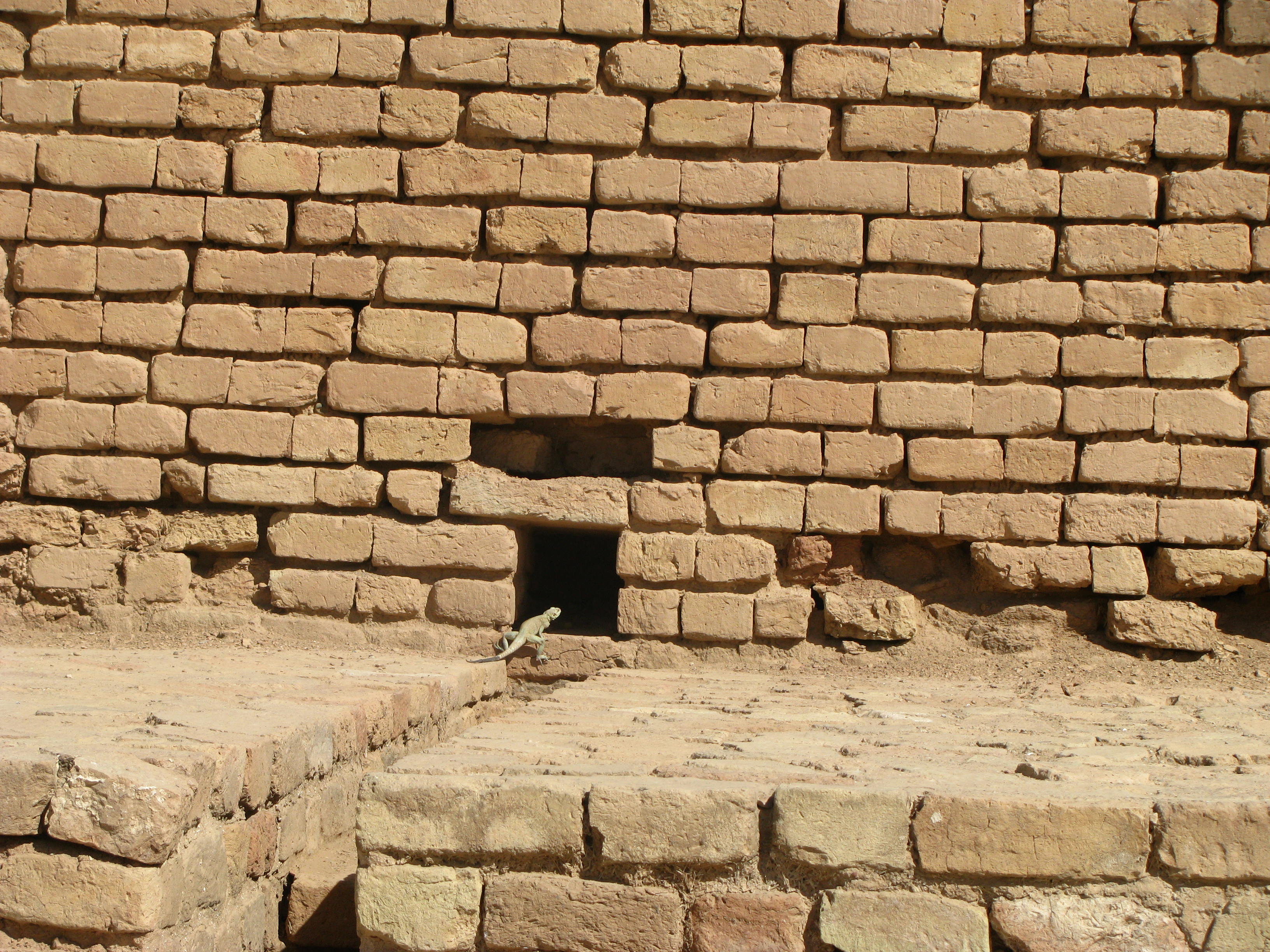
Drain-gouttière de la ziggurat de Chogha Zanbil.
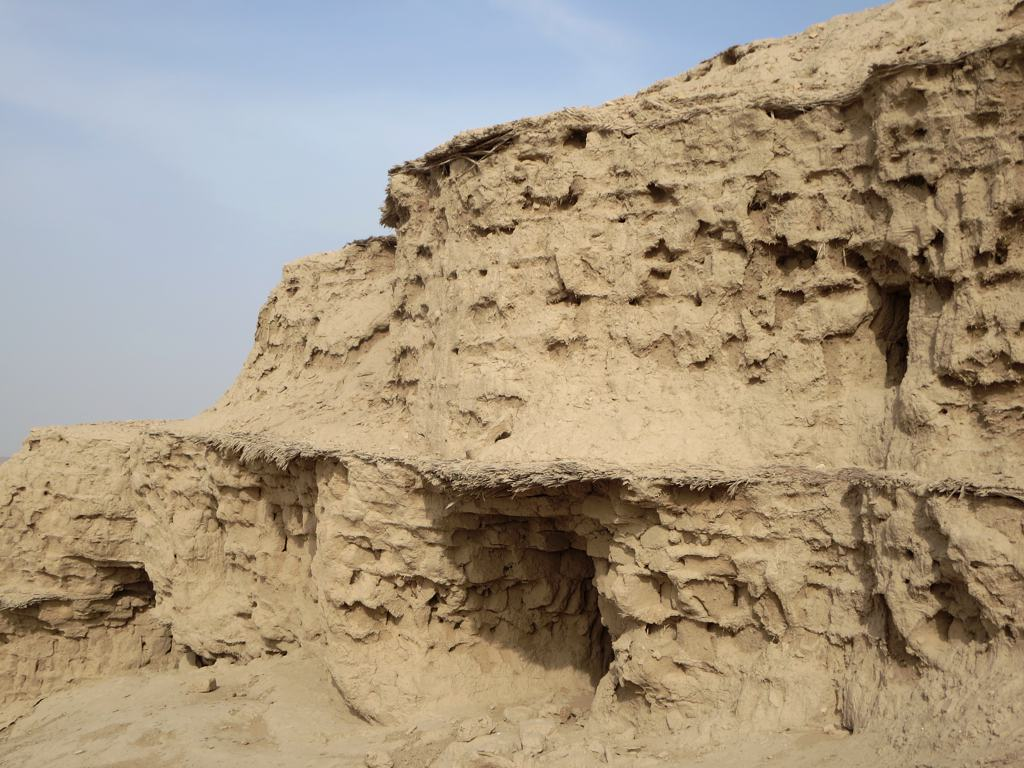
Ziggurat d'Uruk : briques crues et couches de roseaux renforçant l'armature.

### La ziggurat dans l'espace et le paysage urbains

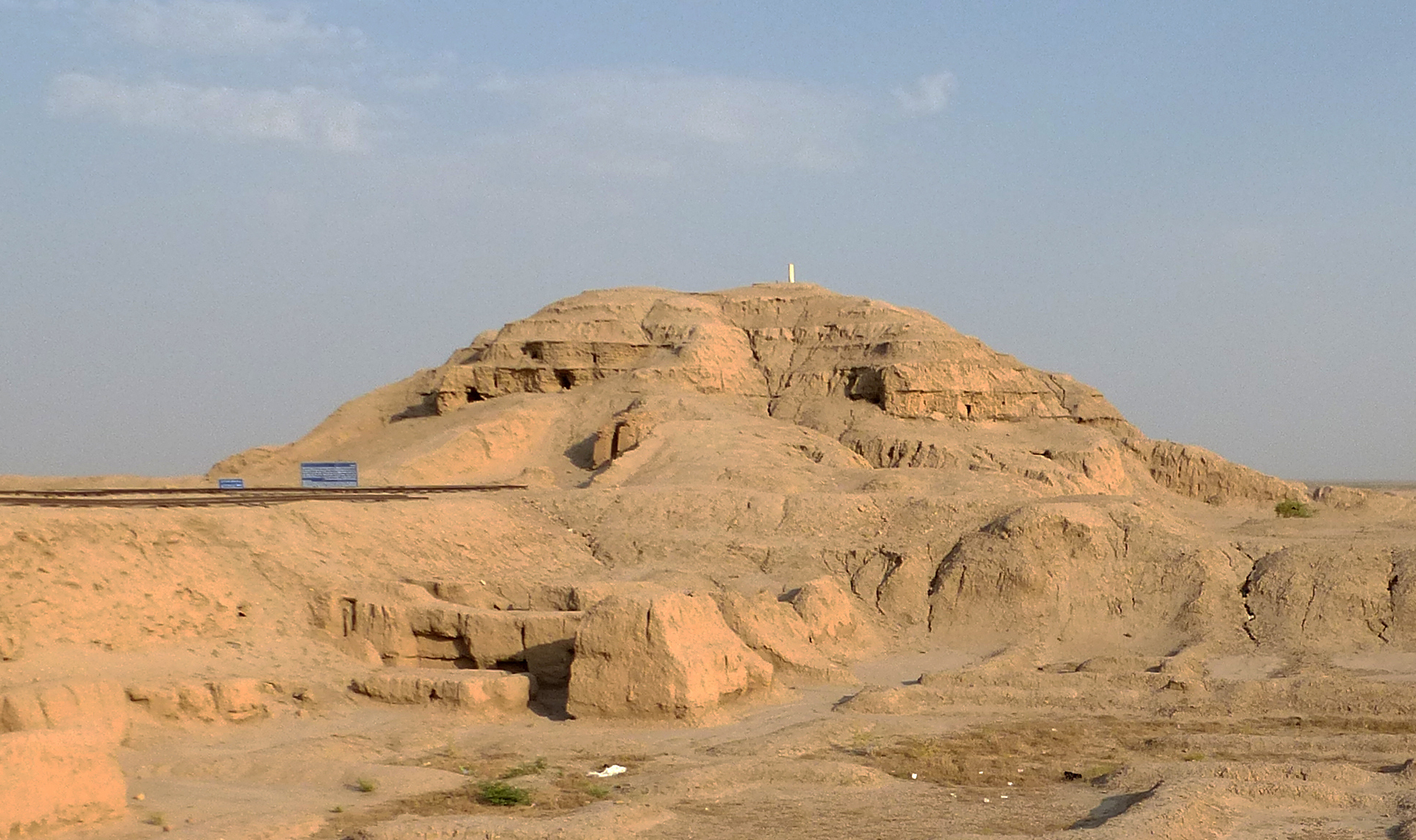
Les ruines de l'Eanna, temple d'Ishtar à Uruk, dominées par la ziggurat dédiée à la déesse.

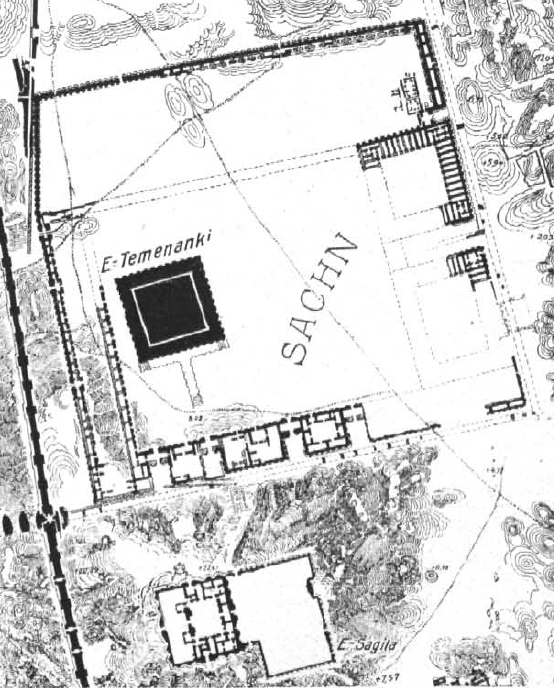
Plan détaillé du complexe entourant la ziggurat Etemenanki de Babylone, avec le temple bas, l'Esagil, au sud.

Comme les principaux monuments construits par les anciens mésopotamiens, la ziggurat est localisée dans une ville. Elle fait généralement partie du quartier central de la cité, où se trouvent ses principaux édifices politiques et religieux. Plus précisément, elle se situe souvent dans un véritable « quartier sacré », qui forme un véritable ensemble, avec des espaces cultuels, magasins, cuisines, ateliers, résidences et services administratifs. Les ziggurats se trouvent à proximité du temple bas principal qui leur est généralement associé, souvent dans une grande cour murée. Dans certains cas comme Ur, il n'y a pas de temple bas indépendant à laquelle la ziggurat est associée ; les pièces du culte principal (lieux de préparation des offrandes et appartements divins) pourraient alors se situer dans l'enceinte bordant la tour.
Dans les grandes villes de Basse Mésopotamie, les ziggurats sont situées dans un vaste complexe généralement isolé du reste de l'espace urbain par une enceinte délimitant un périmètre sacré, auquel seul le personnel cultuel avait habituellement accès. Cela semble systématique à partir du Ier millénaire. Ainsi, tout un ensemble architectural couvrant 350 × 300 mètres à Uruk est organisé autour de la ziggurat, avec à ses pieds des sanctuaires, plusieurs cours entourées par des murs larges dans lesquels sont enserrées des pièces servant de dépendance aux activités du culte (cuisines, entrepôts, ateliers, chapelles, etc.). À Babylone à la même période, l'enceinte entourant la ziggurat et son complexe mesure environ 400 mètres de côté, et est séparée du temple bas qui lui est associé, l'Esagil, situé au sud. Les ziggurats élamites sont également situées dans un quartier sacré, qui serait nommé (en élamite) kizzum à Suse et siyan-kuk à Chogha Zanbil, entouré d'une enceinte, le premier contenant peut-être un bosquet sacré (husa). En Haute Mésopotamie, les ziggurats sont souvent accolées directement au temple bas auxquelles elles sont associées, et selon toute vraisemblance l'accès à leurs étages supérieurs se faisait directement par un escalier provenant du temple qui n'a pas pu être retrouvé en raison de la dégradation de ces édifices. Deux ziggurats assyriennes sont cependant isolées des autres édifices : celle de Dur-Sharrukin pour laquelle la restitution de l'accès à l'étage supérieur pose problème comme vu précédemment, ainsi que la ziggurat du dieu Assur dans la ville du même nom.
Il semble que plusieurs villes aient disposé de plus d'une ziggurat : c'est assurément le cas d'Assur où les traces de trois de ces édifices ont été retrouvées (dont un groupe de deux ziggurats jumelles attesté seulement sur ce site), de Ninive où deux ziggurats sont mentionnées dans les inscriptions de fondation, à Uruk avec celles des complexes d'Ishtar et d'Anu, au moins aux périodes néo-assyrienne et séleucide, et peut-être dans d'autres villes de Basse Mésopotamie si l'on se fie aux Listes de ziggurats.
Par leur masse et leur élévation, et malgré leur isolement dans des enceintes, les ziggurats devaient dominer la ville dans lesquelles elles étaient bâties. En Basse Mésopotamie, le relief plat devait les rendre visibles à des kilomètres. En Haute Mésopotamie, où le relief est plus irrégulier, elles sont construites sur les sortes d'acropoles qui constituent le quartier principal des grandes villes, associant palais et temples. Elles surplombaient donc le reste des constructions, a fortiori quand elles étaient situées près du rebord de la colline, comme à Kalkhu et Assur (pour la ziggurat principale). Les ziggurats étaient donc des éléments marquants du paysage urbain des grandes capitales et villes sacrées de Mésopotamie. Encore aujourd'hui, les ruines des ziggurats qui sont relativement bien conservées dominent les sites où elles se trouvent.

## Les fonctions des ziggurats

### Une construction monumentale de prestige
Par leur masse et leur aspect spectaculaire, et les moyens mis en œuvre pour les édifier et les préserver, les ziggurats sont parmi les monuments les plus importants construits par les Anciens mésopotamiens. Leur construction est une tâche prise en charge par les souverains, qui mettent leur administration et leur main-d'œuvre en action pour cela. Comme pour les palais, les grands temples et les murailles des cités, les constructions des ziggurats sont décrites dans des inscriptions de construction, qui mettent en avant leur aspect monumental et l'importance symbolique que leur édification revêtait pour les rois et leur prestige personnel. Le terme sumérien désignant ces édifices, É.U6.NIR, peut se traduire « Maison d'admiration ». Les noms donnés à certaines ziggurats mettent en avant le respect qu'inspiraient ces édifices ou leur aspect spectaculaire : la « Maison-fondement parée de terreur » (É.TEMEN.NÍ.GÙR) à Ur ou la « Maison-montagne exaltée » (É.KUR.MAH) à Kish. Le terme sumérien HUR.SAG.GALAM.MA, littéralement « montagne en escalier », sert à désigner des ziggurats, en particulier celle de Nippur. La métaphore de la montagne est cependant courante pour les temples mésopotamiens en général.
Il a été tenté d'évaluer les ressources matérielles et humaines demandées par la construction des ziggurats. M. Sauvage a estimé la quantité de briques nécessaires à la construction du premier étage de la ziggurat d'Ur à plus de 7 millions (crues et cuites). Selon lui, la construction de cet étage aurait dû demander près de 95 000 journées de travail pour le maçonnage des briques, et 50 000 journées de travail pour les autres tâches, soit respectivement 95 et 50 jours si on employait 1 000 ouvriers, nombre attesté dans le cas de la construction d'un temple à la même période. Un texte d'époque néo-babylonienne nous apprend que plus de 8 500 personnes ont été employées à la construction de la ziggurat de Sippar, ce qui est considérable. Pour la même époque, J. Vicari évalue que la ziggurat de Babylone comprend 36 millions de briques (mais cela dépend de la dimension qu'on lui attribue), pouvant être mis en œuvre selon lui par 1 200 hommes en 1 250 jours, calcul théorique dans la mesure où cet édifice est en fait une extension d'une ziggurat antérieure plus petite et n'a donc pas nécessité un tel travail ; tandis que M. Sauvage a estimé qu'il aurait fallu environ 330 jours de travaux à 1 500 ouvriers (dont un bon millier de maçons) pour la construire, sans prendre en compte les autres matériaux (bois, roseaux) et l'intendance.
Il est probable que les administrateurs chargés de ces chantiers aient ajusté le personnel mobilisé en fonction du temps prévu pour la construction et de leurs moyens. Ils n'avaient pas besoin d'un personnel spécialisé pour préparer les briques. Les ouvriers n'étaient sans doute pas mobilisables toute l'année, en raison des obligations des travaux agricoles, de l'entretien d'autres constructions publiques comme les canaux, etc., ce qui rend difficile l'estimation du temps nécessaire à la construction ou la restauration d'une ziggurat, sans oublier d'éventuels imprévus. Un autre problème était de trouver le personnel spécialisé, les maîtres-maçons, qui pouvaient avoir des compétences très vastes et étaient donc indispensables au chantier. On ne sait en revanche rien des architectes ayant conçu et supervisé la construction de ces édifices, le souverain se présentant systématiquement comme le concepteur de ceux-ci.
Finalement, la construction d'une ziggurat ne représente pas une charge de travail considérable, et pas forcément beaucoup plus qu'un autre monument, vu qu'un grand temple demandait environ 20 millions de briques (sans compter ses dépendances). Un palais royal ou une muraille demandaient beaucoup plus de moyens.

### Un temple élevé
Depuis les premières explorations et fouilles de ziggurats en Mésopotamie, des spéculations ont été faites quant à leur fonction. Les premières analyses faites par des explorateurs et des fouilleurs de sites archéologiques (Niebhur, de Sarzec) sont utilitaristes : il s'agit d'édifices surélevés permettant à des gens de s'y mettre à l'abri de la chaleur et des moustiques qui abondent dans les zones humides de Basse Mésopotamie. Pour Victor Place, la ziggurat de Khorsabad est un observatoire d'astronomes. Ce n'est pas leur fonction principale, mais il faut tout de même garder la possibilité qu'elles aient servi à l'observation du Ciel, d'autant plus que les « astronomes » mésopotamiens étaient des prêtres. Les interprétations suivantes s'orientent vers la sphère religieuse : il a été proposé que la ziggurat soit une construction funéraire (Hommel), ou bien un symbole du cosmos ou de la terre en miniature (Rawlinson, Jensen, Lagrange), ou encore un trône divin (Lethaby, Dombart).
Il n'y a en effet pas de doute sur le fait que les ziggurats soient des édifices à fonction religieuse : elles sont situées dans un espace sacré, sont dédiées à une divinité, et portent un nom cérémoniel en sumérien comme les autres temples mésopotamiens, débutant par le terme É, signifiant « maison », car un temple est considéré comme étant la résidence d'une divinité.
Si l'interprétation de la ziggurat en tant que temple est admise, il reste à savoir quelle est la véritable signification d'un temple surélevé. Il est généralement considéré que les ziggurats, ou plutôt les temples qui les surmontent, ne sont pas des temples « ordinaires », qui sont ceux se trouvant au sol. Ainsi il a vite été identifié que si ces édifices sont bien architecturalement des continuations des temples sur terrasses archaïques, du point de vue fonctionnel ce n'est forcément pas le cas. L'architecte et archéologue allemand Walter Andrae est le premier à avoir proposé une théorie à ce sujet. Il voit dans la ziggurat un édifice destiné à porter un sanctuaire surélevé (Hochtempel) lié à un sanctuaire situé à proximité au niveau du sol (Tieftempel), car effectivement les ziggurats sont généralement voisines d'un temple traditionnel. Selon lui, le « temple haut » serait la résidence terrestre habituelle de la divinité, qui peut descendre pour rejoindre son temple bas à l'occasion.
Par ailleurs, une proposition reposant notamment sur les fouilles de la ziggurat de Borsippa, est que la ziggurat est à interpréter comme un temple en totalité, avec toutes ses composantes architecturales, et non pas seulement un support pour le temple haut de son sommet.

### Une interprétation cosmologique: un lien entre le Ciel et la Terre
A. Parrot a repris et prolongé la réflexion d'Andrae sur la symbolique des ziggurats en tant que lien entre monde divin et monde des humains. Il voit ces édifices comme manifestant le désir des hommes de s'élever (c'est l'étymologie du mot les désignant), sans doute pour être plus près du monde divin dont la demeure est le Ciel, comme l'illustre l'adjonction de plus en plus de terrasses aux ziggurats au fil des siècles. Par la suite, les interprétations ont retenu l'aspect cosmologique de la ziggurat en tant que lien entre le Ciel et la Terre. Cela repose notamment sur les noms de certaines ziggurats : celle de Larsa, « Maison-lien du Ciel et de la Terre » (É.DUR.AN.KI), celle de Babylone, « Maison-fondement du Ciel et de la Terre » (É.TEMEN.AN.KI), ou encore celle de Sippar, « Maison-seuil pur du Ciel » (É.KUN4.AN.KÙ.GA). Une inscription du roi Nabopolassar relative à la construction de la première proclame ainsi : « Marduk, mon seigneur, me commanda au sujet d'Etemenanki, [...] d'assurer son fondement dans le sein du Monde inférieur et de faire rivaliser son sommet avec les Cieux ». L'image du ciel à atteindre se retrouve aussi dans les inscriptions de son lointain prédécesseur Samsu-iluna, ainsi que dans la Genèse qui raconte que les constructeurs de la Tour de Babel voulaient que son « sommet touche au ciel », et qu'elle soit une « porte des cieux ».
Cette interprétation nécessite un développement sur la conception mésopotamienne du Monde. Selon ce qui ressort de divers textes, notamment mythologiques, les anciens Mésopotamiens pensaient que celui-ci était constitué du Ciel (AN), et de l'ensemble constitué de la Terre et du Monde inférieur (KI), qui avaient été séparés au début des Temps par une divinité ou un groupe de divinité créatrices, dont l'identité variait suivant les traditions locales. Le Ciel était le lieu de résidence des divinités principales du panthéon mésopotamien, alors que le Monde inférieur est l'équivalent des Enfers. Entre les deux se trouve la surface terrestre, où vivent les humains. La ziggurat pourrait donc symboliser une sorte de lien entre les deux grandes parties constituant le Monde, voire un passage de l'un vers l'autre comme l'indique le nom de la ziggurat de Sippar. L'Épopée de la Création (Enuma Eliš) babylonienne fait en tout cas de la ziggurat de Babylone le centre du Monde, sur le lieu où le dieu Marduk a créé le Ciel et la Terre après avoir vaincu la divinité primordiale Tiamat. Des principes découlant de cette cosmologie peuvent avoir présidé aux techniques de construction employées pour ériger les ziggurats, notamment la disposition des fondations et des escaliers, mais ce point reste à éclairer au regard de sources textuelles et archéologiques peu explicites ; il a été proposé que les ziggurats d'Ur et de Larsa soient orientées en fonction des astres et en lien avec leurs divinités tutélaires respectives, le dieu de la Lune et celui du Soleil. Cela n'exclut pas pour autant de combiner cette interprétation avec des analyses symboliques plus anciennes, comme celle qui voit dans la ziggurat une reproduction d'une montagne sacrée, symbole important dans la religion mésopotamienne en tant que source de vie et surtout de contact avec le monde divin,.
L'intérêt de la ziggurat en tant que point de contact avec le Ciel semble particulièrement important. Le nom de la ziggurat de Borsippa, « Maison des sept Sages du Ciel » (É.UR.IMIN.AN.KI.A), fait référence à ses sept étages qui renvoient peut-être eux-mêmes aux sept corps astraux « errants » connus alors (le Soleil, la Lune, Mercure, Vénus, Mars, Saturne et Jupiter). Une interprétation de type cosmologique cherche d'ailleurs à mettre en relation les étages de la ziggurat et ces astres : la forme la plus aboutie de la ziggurat idéale (au moins aux époques récentes) serait d'avoir sept étages, comme les sept corps astraux connus par les Mésopotamiens. Pour en rester à l'observation du ciel, le rituel d'Uruk de la période séleucide qui a lieu au sommet de la ziggurat de cette ville est lié à l'apparition de plusieurs astres que l'on peut y observer de nuit. Le nom du temple haut de cette ziggurat, É.ŠÁR.RA (« Maison de la totalité »), est peut-être lié au fait qu'on pouvait y observer la totalité du ciel et s'en rapprocher. Cela renvoie aussi à la vieille interprétation faisant de ces édifices des observatoires pour le ciel, qui ne peut être totalement délaissée.

### Fonction rituelle

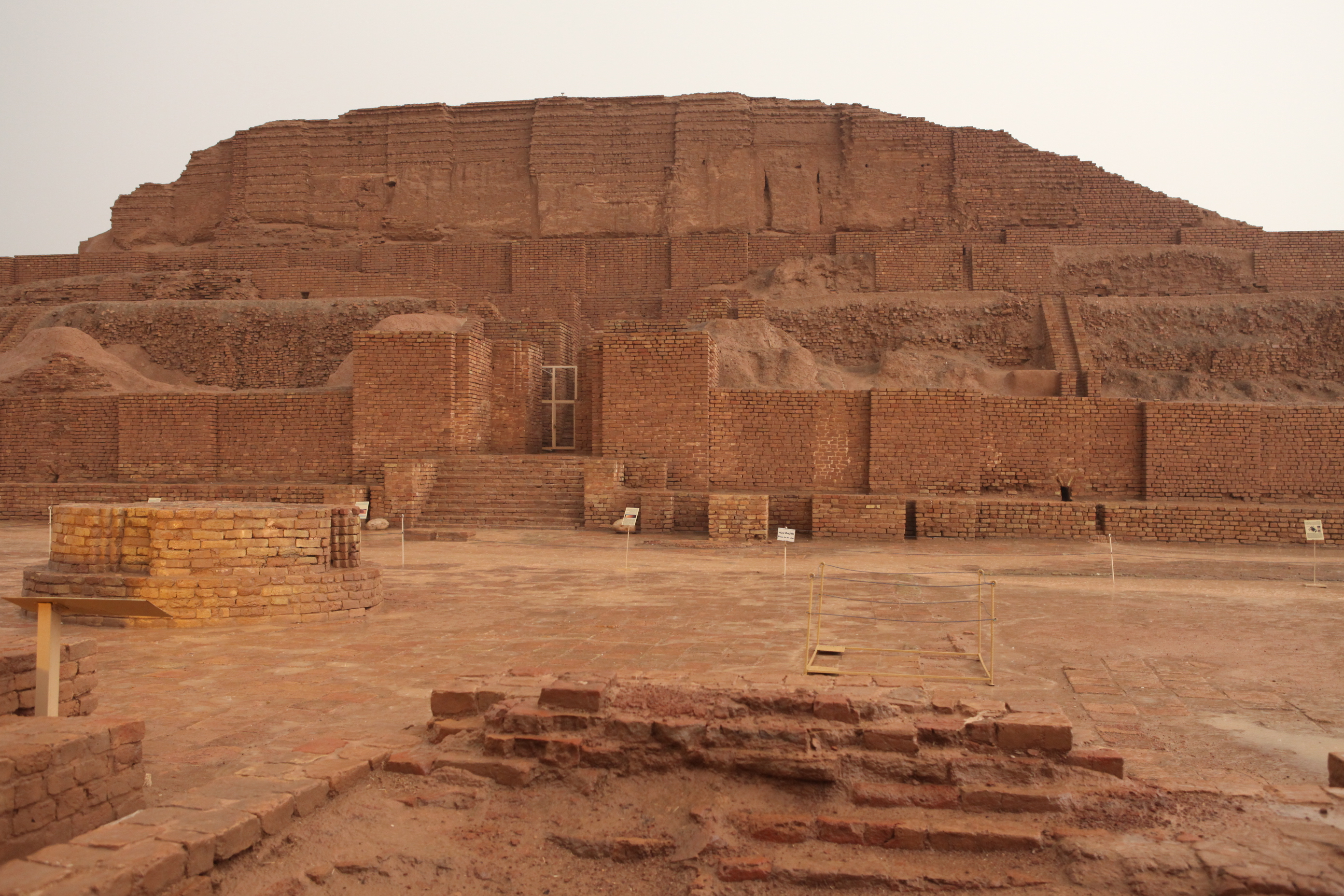
Un des côtés de la ziggurat de Chogha Zanbil avec un espace cultuel à ses pieds.

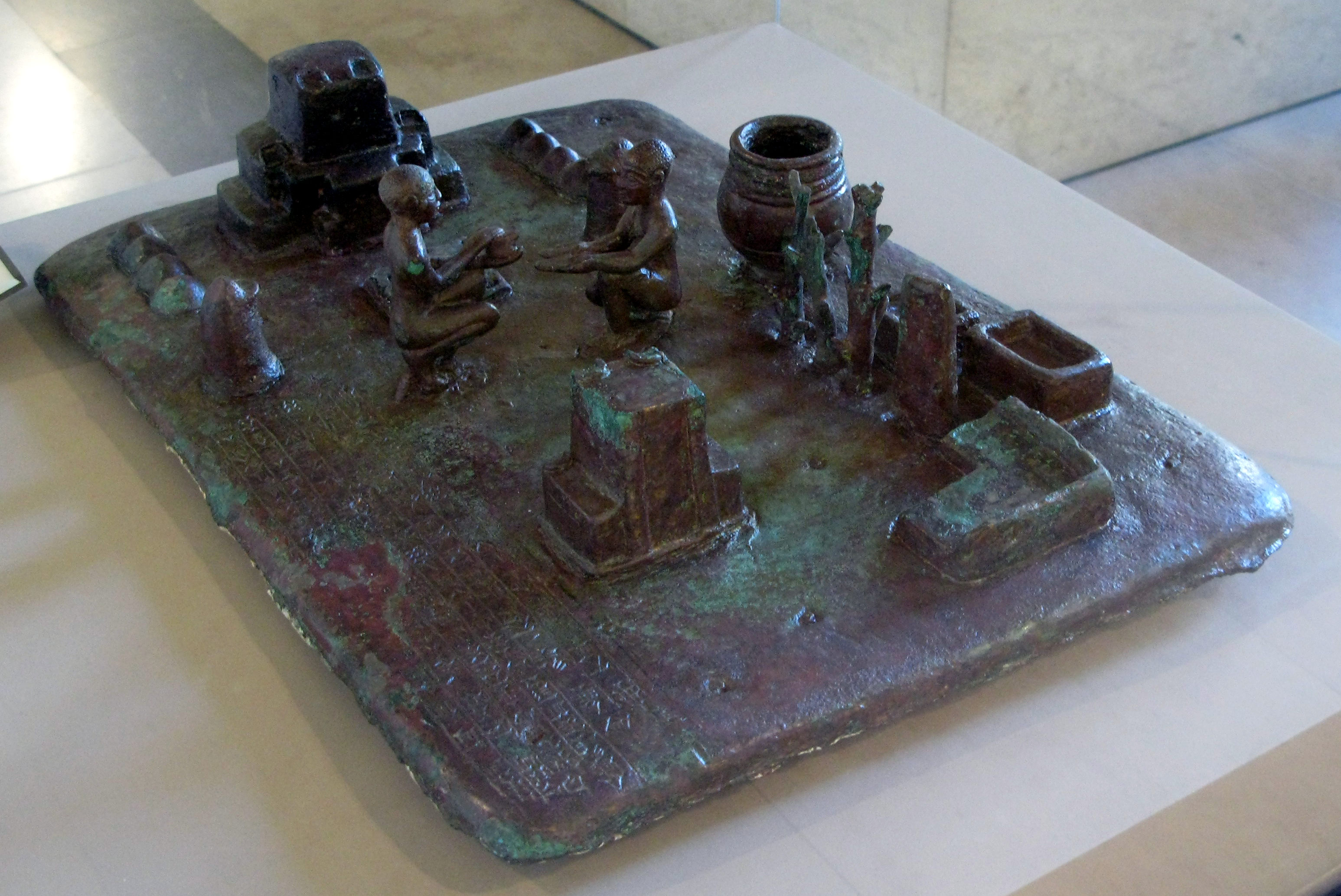
Maquette du sit-šamši, XIIe siècle, Musée du Louvre, représentant peut-être un rituel ayant lieu dans l'espace sacré d'une ziggurat, Musée du Louvre.

Pour H. Waetzoldt, quelques textes de l'époque d'Ur III indiquent que les ziggurats de cette période fonctionnent comme un temple normal : elles ont du mobilier et des objets cultuels, des rituels y ont lieu, leur accès est restreint à certaines personnes, dont le roi et des membres du clergé. Les textes et fouilles archéologiques indiquent qu'on trouvait aux pieds des ziggurats d'Ur et de Nippur des lieux de préparation des offrandes alimentaires pour les dieux, avec une salle à manger où les repas étaient servis aux statues des divinités.
Des informations plus précises proviennent avant tout du sanctuaire de Marduk de Babylone. On sait d'après la Tablette de l'Esagil que le temple haut comportait six cellae pouvant abriter les statues de plusieurs divinités : Marduk, Nabû et sa parèdre Tashmetu, Ea, Nusku, Anu et Enlil. En face de la cella de Marduk se trouvait une chambre comprenant son lit et son trône. Hérodote dit que la chambre divine abritait lors d'un rituel l'union entre le dieu et une femme du pays. D'autres textes babyloniens trop fragmentaires pour être bien compris semblent évoquer d'autres rituels ayant lieu dans le temple haut : l'allumage d'un brasier lors d'un des rituels émaillant la fête kislimu ; un autre rite impliquant apparemment des images divines, ayant aussi lieu dans plusieurs temples de Babylone. Il ressort donc de ces maigres témoignages que le temple haut de la ziggurat de cette ville n'a sans doute eu qu'une fonction rituelle mineure.
Les informations sur les rituels ayant pu se dérouler dans d'autres ziggurats confirment cette impression de rôle secondaire de ces édifices dans le culte. Deux textes d'Uruk de la période séleucide décrivent deux rituels similaires se déroulant sur le toit du temple au sommet de la ziggurat du dieu Anu. Un d'eux a lieu durant la nuit et est apparemment destiné à assurer la pérennité de la lumière dans un feu sacré, en lien avec des astres divins. Durant ce qui semble être le moment fort du rituel, lors qu'apparaissent les étoiles du dieu Anu et de sa parèdre Antu des chants sont entonnés, puis suivent des sacrifices rythmés par l'apparition d'autres astres, et l'allumage d'une torche transportant un feu sacré qui est ensuite portée en d'autres endroits du sanctuaire. Le rituel se poursuit dans le temple et le reste de la ville jusqu'à l'aube. Dans ces cas, ce serait donc la hauteur de la ziggurat qui en fait le lieu idéal pour une partie de ce rituel lié à des astres divinisés, d'où on peut se rapprocher de la plénitude céleste, et allumer une torche qui sert peut-être à capter la lumière des astres de la nuit, et symboliserait la régénérescence de la nuit, et/ou bien à une fonction purificatrice, sa propagation dans le reste du temple servant alors à renouveler la pureté de l'édifice.
Ailleurs en Mésopotamie, des textes du Ier millénaire av. J.-C. (provenant de Borsippa, Sippar et Assur) mentionnent des rituels et du personnel cultuel en lien avec la ziggurat ou bien son temple, ou bien la ziggurat divinisée. Au moins il ressort de cette très maigre documentation que les temples de la ziggurat ont une fonction rituelle à ces périodes.
Certaines ziggurats ou parties de ziggurat recevaient parfois un culte : c'est le cas du temple de la ziggurat de Nippur qui figure parmi les récipiendaires d'offrandes à l'époque d'Ur III aux côtés de son dieu tutélaire et de son trône, et certains textes néo-assyriens et néo-babyloniens indiquent que les ziggurats, en plus de recevoir des offrandes au même titre que d'autres objets de culte comme les armes des dieux, étaient divinisées (leur nom était alors précédé du déterminatif de la divinité),.
La documentation élamite relative aux ziggurats fournit aussi des indices, au moins sur l'existence d'un rituel ayant lieu dans l'espace sacré entourant celle de Chogha Zanbil, aux pieds de laquelle un espace cultuel a été mis au jour, comportant notamment des tables d'offrandes et un bassin à ablutions. Il peut être mis en relation avec une œuvre élamite retrouvée à Suse et datée du siècle suivant, la représentation miniature d'un rituel du « lever du soleil » (sit šamši). Deux prêtres effectuent un rituel entre deux édifices, qui pourraient bien être un autel à degrés et une ziggurat (ou bien un second autel à degrés), et à proximité d'un bassin à ablutions. Si l'on s'en tient à son nom ce rituel aurait lieu à l'aube, alors que l'espace cultuel de Chogha Zanbil est justement situé sur le côté du soleil levant.

## Postérité

La bâtiment al-Zaqura à Bagdad, comprenant les bureaux du Premier ministre d'Irak, construit dans les années 1970, style brutaliste, inspiré des ziggurats antiques.

La postérité architecturale des ziggurats après leur disparition semble nulle. Il est parfois avancé qu'un minaret irakien comme celui de Samarra reprend sa forme hélicoïdale de la ziggurat de Khorsabad, mais il est plus probable que ce soit le modèle de ce minaret qui ait influencé la proposition de reconstitution de la ziggurat par Victor Place plutôt que la ziggurat qui ait inspiré les architectes médiévaux. Du reste, il est difficilement envisageable que l'édifice antique ait été suffisamment bien conservé pour servir de modèle au IXe siècle de notre ère. Une maigre postérité architecturale des ziggurats antiques depuis leur redécouverte par l'archéologie se repère dans quelques constructions modernes à degrés qu'elles ont plus ou moins inspiré, notamment en Allemagne et en Autriche.
La postérité marquante des ziggurats concerne une seule d'entre elles, la ziggurat de Babylone qui a en partie inspiré le mythe de la tour de Babel aux auteurs de la Genèse. Ce récit explique comment les habitants de Babel (ville inspirée par Babylone) ont tenté d'atteindre le Ciel avant d'en être empêchés par Dieu qui instaura la confusion parmi eux en multipliant les langues. L'édifice apparaît aussi dans la littérature grecque antique (Hérodote), et a inspiré des nombreux artistes, avant tout en Europe, jusqu'à nos jours.

### Civilisations du Proche-Orient ancien
- Pierre Amiet, L'Art antique du Moyen-Orient, Paris, Citadelles et Mazenod, 1977
- Béatrice André-Salvini, Babylone, Paris, Presses universitaires de France, coll. « Que-sais-je ? » (no 292), 2009
- Francis Joannès (dir.), Dictionnaire de la civilisation mésopotamienne, Paris, Robert Laffont, coll. « Bouquins », 2001
- Jean-Claude Margueron, Les Mésopotamiens, Paris, Picard, 2003
- Edmond Sollberger et Jean-Robert Kupper, Inscriptions royales sumériennes et akkadiennes, Paris, Le Cerf, coll. « Littérature anciennes du Proche-Orient », 1971

### Religions et sanctuaires du Proche-Orient ancien
- (de) Ernst Heinrich, Die Tempel und Heiligtümer im alten Mesopotamien : Typologie, Morphologie und Geschichte, Berlin, De Gruyter, 1982
- (en) Susan B. Downey, Mesopotamian Religious Architecture : Alexander through the Parthians, Princeton, Princeton University Press, 1988
- (en) Andrew R. George, House Most High : The Temples of Ancient Mesopotamia, Winona Lake, Eisenbrauns, 1993
- (en) François Vallat, « Elam, vi, Elamite religion », dans Ehsan Yarshater (dir.), Encyclopaedia Iranica, vol. VIII, Londres et Costa Mesa, Columbia University Press, 1998 (lire en ligne), p. 335-341
- Philippe Quenet (dir.), Ana ziqquratim : sur la piste de Babel, Strasbourg, Presses Universitaires de Strasbourg, 2016

### Études sur les ziggurats
- André Parrot, Ziggurats et Tour de Babel, Paris, Albin Michel, 1949
- André Parrot, La Tour de Babel, Neuchâtel-Paris, Delachaux & Niestlé, coll. « Cahiers d'archéologie biblique » (no 2), 1953
- (en) « Ziqqurratu », dans A. Leo Oppenheim et al., The Assyrian Dictionary Volume 21, Z, Chicago, 1961, p. 129-132
- Th. A. Busink, « L'origine et l'évolution de la ziggurat babylonienne », Jaarbericht Ex Oriente Lux 21,‎ 1969-1970, p. 91-142
- (de) Evelyn Klengel-Brandt, Der Turm von Babylon : Legende und Geschichte eines Bauwerkes, Berlin et Leipzig, Koehler & Amelang, 1992
- (de) Hansjörg Schmid, Der Tempelturm Etemenanki in Babylon, Mayence, Philipp Von Zabern, coll. « Baghdader Forschungen » (no 17), 1995
- Michael Guichard, « Ziggurat », dans Jean Servier (dir.), Dictionnaire critique de l'ésotérisme, Paris, Presses universitaires de France, 1998, p. 1393-1395
- Martin Sauvage, « La construction des ziggurats sous la troisième dynastie d'Ur », Iraq, vol. 60,‎ 1998, p. 45-63
- Jacques Vicari, La Tour de Babel, Paris, Presses universitaires de France, coll. « Que-sais-je ? » (no 3555), 2000
- (en) Julian E. Reade, « The Ziggurrat and Temples of Nimrud », Iraq, vol. 64,‎ 2002, p. 135-216
- (en) Michael Herles, « Ziggurat », sur Encyclopaedia Iranica, online edition, 2012
- (de) H. Waetzoldt, « Tempelterrassen und Ziqqurrate nach der sumerischen Überlieferung », dans Y. Sefati (dir.), An experienced scribe who neglects nothing: Ancient Near Eastern Studies in Honor of Jacob Klein, Bethesda, CDL Press, 2005, p. 322-342
- (de) C. Ambos, « Ziqqurat A. Philologisch », dans Reallexikon der Assyriologie und vorderasiatischen Archäologie, vol. 15, 2017, p. 323-325
- (de) P. A. Miglus, « Ziqqurat B. Archaölogisch », dans Reallexikon der Assyriologie und vorderasiatischen Archäologie, vol. 15, 2017, p. 325-330
- (de) Dirk Wicke, « Zikkurat », sur Das wissenschaftliche Bibellexikon im Internet (www.wibilex.de), 2017
- Pascal Butterlin, Histoire de la Mésopotamie : Dieux, héros et cités légendaires, Paris, Ellipses, 2019, « Tours à étages dans tous leurs états, tour de Babel, ziggurats et hautes terrasses », p. 201-221